# Chiese di Rieti

Mappa di Rieti ad inizio Novecento, con indicate la maggior parte delle chiese del centro storico

Quello che segue è un elenco delle chiese esistenti o esistite a Rieti.

## Sant'Agnese
42.403282°N 12.858013°E

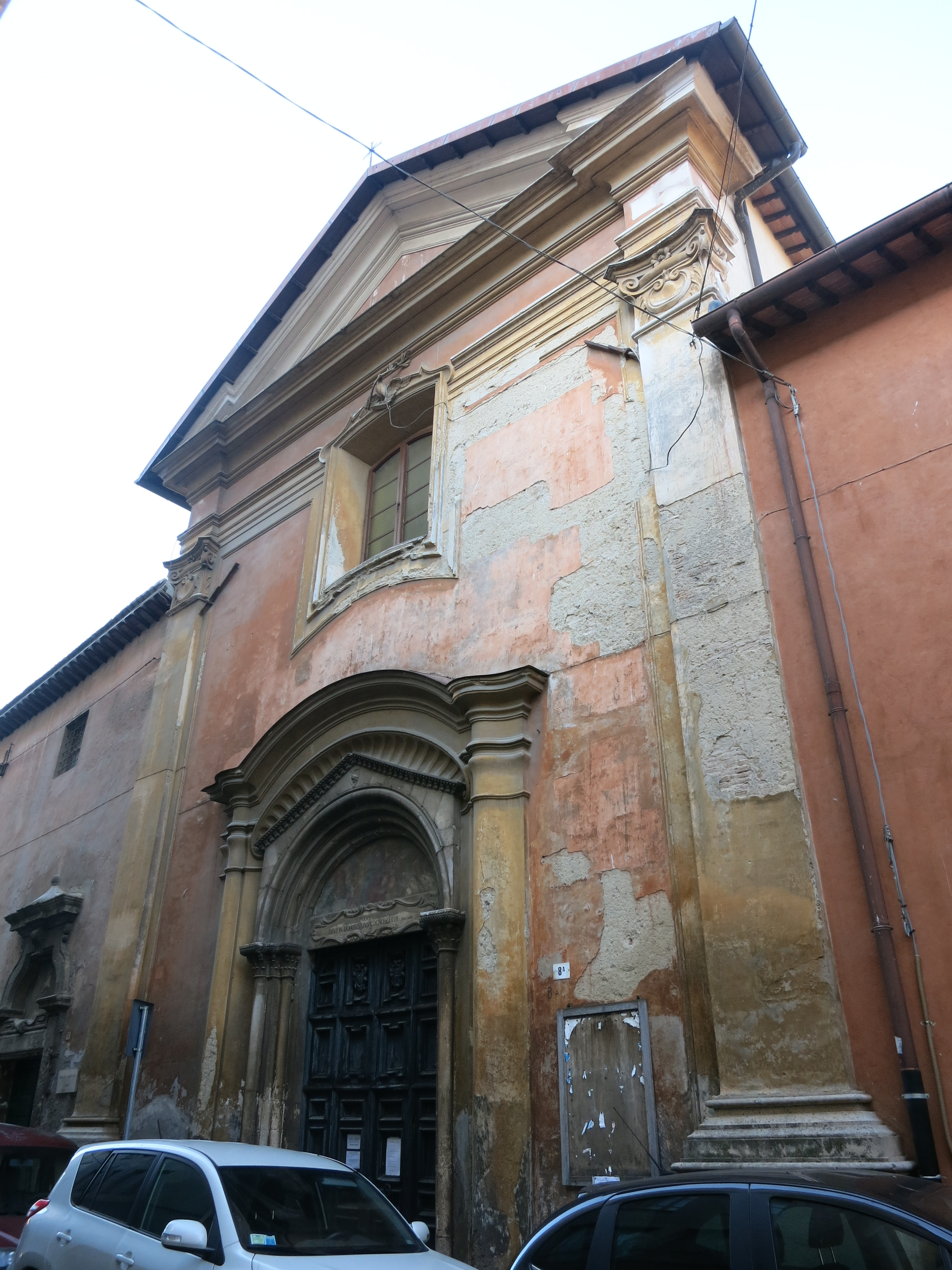
Sant'Agnese

La chiesa e l'annesso monastero domenicano di Sant'Agnese si trovano nella via omonima, traversa di via Cintia. Il monastero è ancora oggi abitato dalle monache.
La costruzione del complesso iniziò nel 1249, con la prima pietra posta dal vescovo di Rieti Rainiero III, e terminò nel 1256. Chiesa e monastero si trovavano in posizione diversa da quella attuale, fuori da Porta Cintia, e furono consacrati il 21 novembre 1259 dal vescovo Tommaso.
La notte del 20 agosto 1494 un'orda di migliaia di invasori provenienti da Spoleto mise a ferro e fuoco la campagna reatina e, arrivata a Sant'Agnese, uccise 17 monache bruciando la chiesa e il monastero. Il complesso dovette essere ricostruito; stavolta fu scelto di collocarlo all'interno della cinta muraria, presso la casa natale della Beata Colomba che viveva da tempo a Perugia e ne aveva concesso la donazione alle monache. I lavori per la ricostruzione del complesso iniziarono nel 1499 ed ebbero termine nel 1545.
L'aspetto attuale della chiesa risale al 1748, quando viene totalmente rimodernata.
Sulla facciata l'unico elemento notevole è il portale, che sembrerebbe provenire dalla chiesa duecentesca distrutta nel 1494, sopra il quale si apre una lunetta con un affresco della Vergine attribuito a Bartolomeo Torresani.
L'interno della chiesa è in stile barocco. L'altare maggiore, decorato con colonne tortili, ospita il dipinto la Madonna del Rosario, Sant'Agnese, la Beata Colomba e Sant'Elena di Emanuele Alfani (1750). L'Alfani è autore anche dell'affresco La Vergine e la Beata Colomba in gloria, sul soffitto, di sei ovali che rappresentano Santa Caterina d'Alessandria, Santa Barbara, la Maddalena, San Vincenzo Ferreri, San Francesco e San Giuseppe e di un dipinto raffigurante San Domenico (1751).

## Sant'Antonio al Monte
42.395581°N 12.866025°E

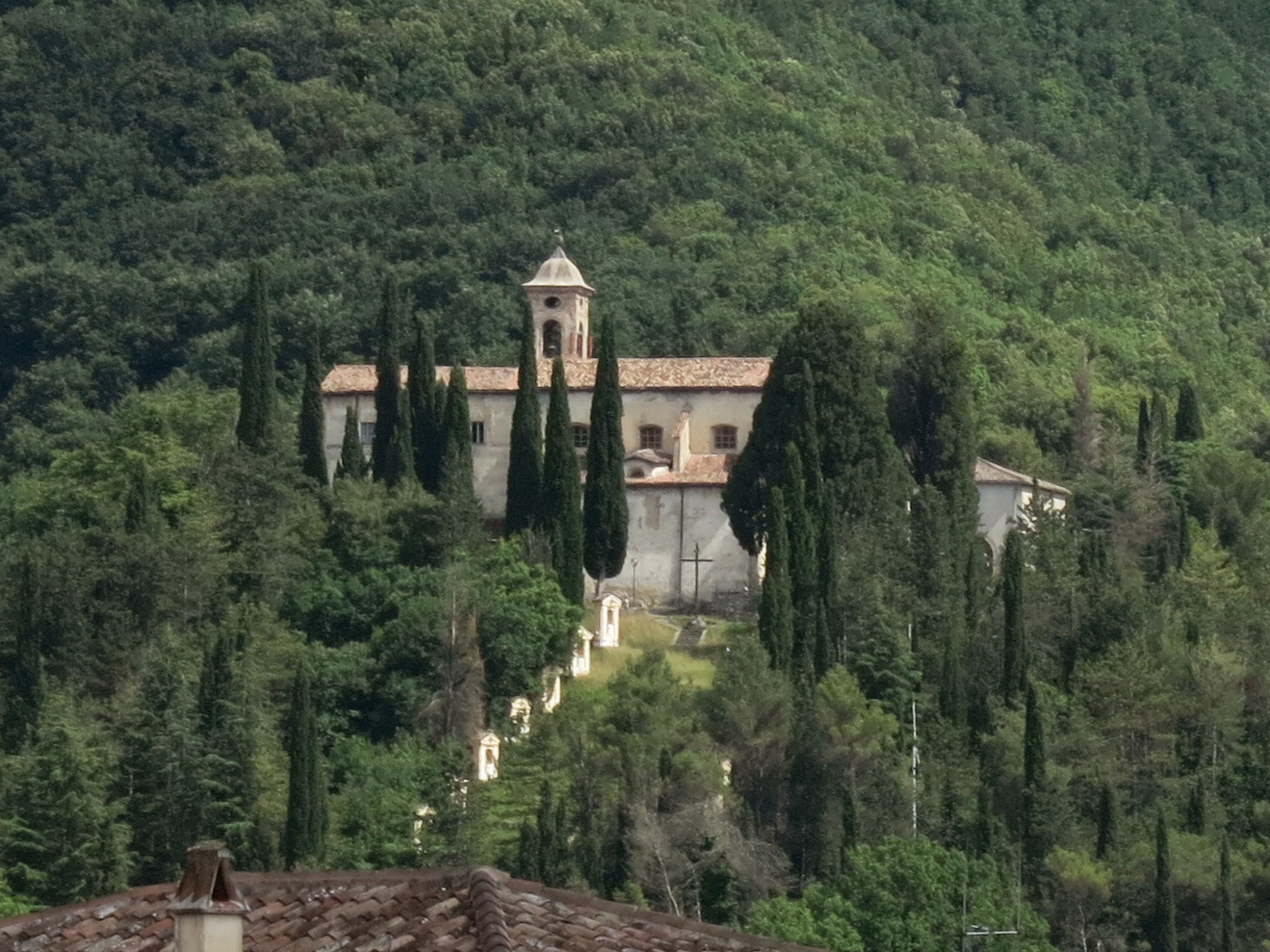
Sant'Antonio al Monte fotografato dai giardini di Palazzo Vincentini. Si può vedere il sentiero in salita con le edicole della Via Crucis che lo collega alla città.

La chiesa e l'annesso convento di Sant'Antonio al Monte si trovano appena fuori dall'abitato, arroccati sul colle San Biagio, ai cui piedi sorge il quartiere del Borgo. Dista circa cinquecento metri dalla Porta Sant'Antonio che un tempo delimitava e proteggeva il Borgo, e si raggiunge salendo per via Borgo Sant'Antonio oppure risalendo a piedi un ripido pendio costeggiato da due file di edicole della Via Crucis risalenti al XVIII secolo, decorate da formelle in terracotta. Nonostante la modesta elevazione del colle (440 metri contro i 390 del Borgo) il convento domina l'intera città di Rieti, da cui è sempre visibile guardando verso sud, e dalla sua posizione si gode di un suggestivo panorama di Rieti della Piana Reatina.
Gli ambienti del convento si snodano attorno a due chiostri principali in stile rinascimentale. La chiesa è a navata unica. Al suo interno si trovano sei piccole cappelle laterali, decorate con stucchi di Michele Chiesa di Como: nella seconda a sinistra si trovano le due tele ovali raffiguranti Santa Margherita da Cortona e Santa Giacinta Marescotti di Andrea Casali; nella terza a sinistra si trova l'affresco La Vergine, la Maddalena e San Giovanni Evangelista (1652) di Vincenzo Manenti, sul quale è adagiato un crocifisso ligneo quattrocentesco. Ma la più ricca delle sei cappelle è quella dell'Immacolata Concezione, che ospita l'omonima tela (1697 circa) di Antonio Gherardi. Nel coro è collocata la tela raffigurante San Rocco, unica opera nota di Domenico Niccoli, figlio del pittore fiorentino Lattanzio Niccoli. Sotto l'altare maggiore sono collocate le spoglie di San Vittorio martire, che vi furono traslate nel 1703 dalla catacomba di Calepodio.
La chiesa, dedicata a Sant'Antonio di Padova, ha la sua origine nell'antica devozione della città per il santo (che da secoli si manifesta nella Processione dei Ceri). La costruzione del complesso fu autorizzata da papa Sisto IV nel 1474. La chiesa in origine era molto semplice, con un tetto a travatura scoperta ed una finestra circolare sulla facciata. Il convento era utilizzato come infermeria e come casa di studio. Degli importanti interventi di ampliamento e ristrutturazione avvennero a metà del seicento, e nel 1692 furono costruite le sei cappelle laterali. Nel 2000 gli ultimi frati sono stati trasferiti dal convento, che è stato riorganizzato in oasi francescana ed è utilizzato per l'accoglienza di pellegrini.

## San Benedetto
42.405181°N 12.869226°E
La chiesa e l'annesso monastero di San Benedetto si trovano in via Nuova, nel quartiere Porta d'Arci. Attualmente l'edificio è sede della "Moschea della Pace" e gestito dalla comunità islamica reatina.
Chiesa e monastero di San Benedetto sorsero nei primi anni del Trecento in una zona di recente espansione urbanistica, dovuta all'ampliamento delle Mura di Rieti con la costruzione della più ampia cinta muraria medievale. Secondo alcuni il complesso sorse sulle rovine (o perlomeno nei pressi) dell'antica Basilica di Sant'Agata ad arces, chiesa la cui esistenza è attestata dalla fine dell'VII secolo. All'inizio del Cinquecento si ha notizia di una radicale ricostruzione della chiesa e del monastero. L'aspetto attuale della chiesa risale ad un'ulteriore rifacimento del 1720. Il monastero fu ceduto al comune di Rieti l'8 febbraio 1872 e nel 1885 fu adibito a convitto femminile.

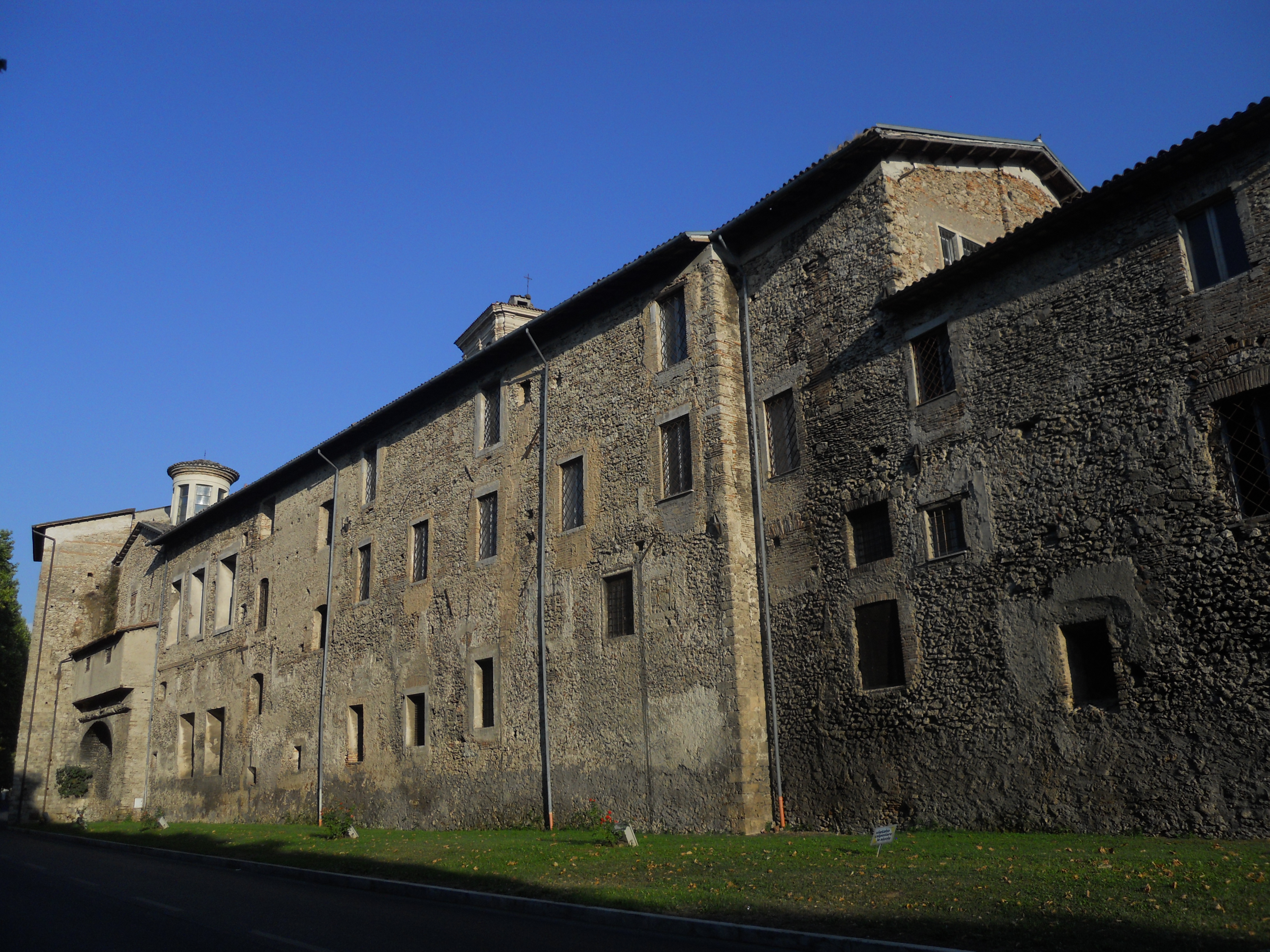
Il tratto delle Mura di Rieti dove la cinta muraria si fonde con i muri perimetrali del complesso religioso di San Benedetto

L'interno della chiesa è in stile barocco ed il dipinto più rilevante che ospita è San Benedetto che calpesta l'idolatria del pittore reatino Emanuele Alfani (1774), autore anche dei tondi che raffigurano Santa Scolastica, Santa Geltrude, la Beata Colomba, Santa Cunegonda, Santa Giustina e Santa Barbara. Sull'altare maggiore si trova lo stucco L'incoronazione della Vergine, sull'altare sinistro la tela La nascita della Vergine (prima metà del Settecento) e sull'altare destro la tela Il martirio di Sant'Agata del Gianfilippi. La cantoria e l'organo sono in legno dorato e risalgono al 1720. La campana della chiesa è molto antica e reca un'iscrizione gotica che ne data la fusione al 1304.

## San Carlo
La chiesa di San Carlo oggi non è più esistente.

## Santa Caterina
42.40408°N 12.866186°E

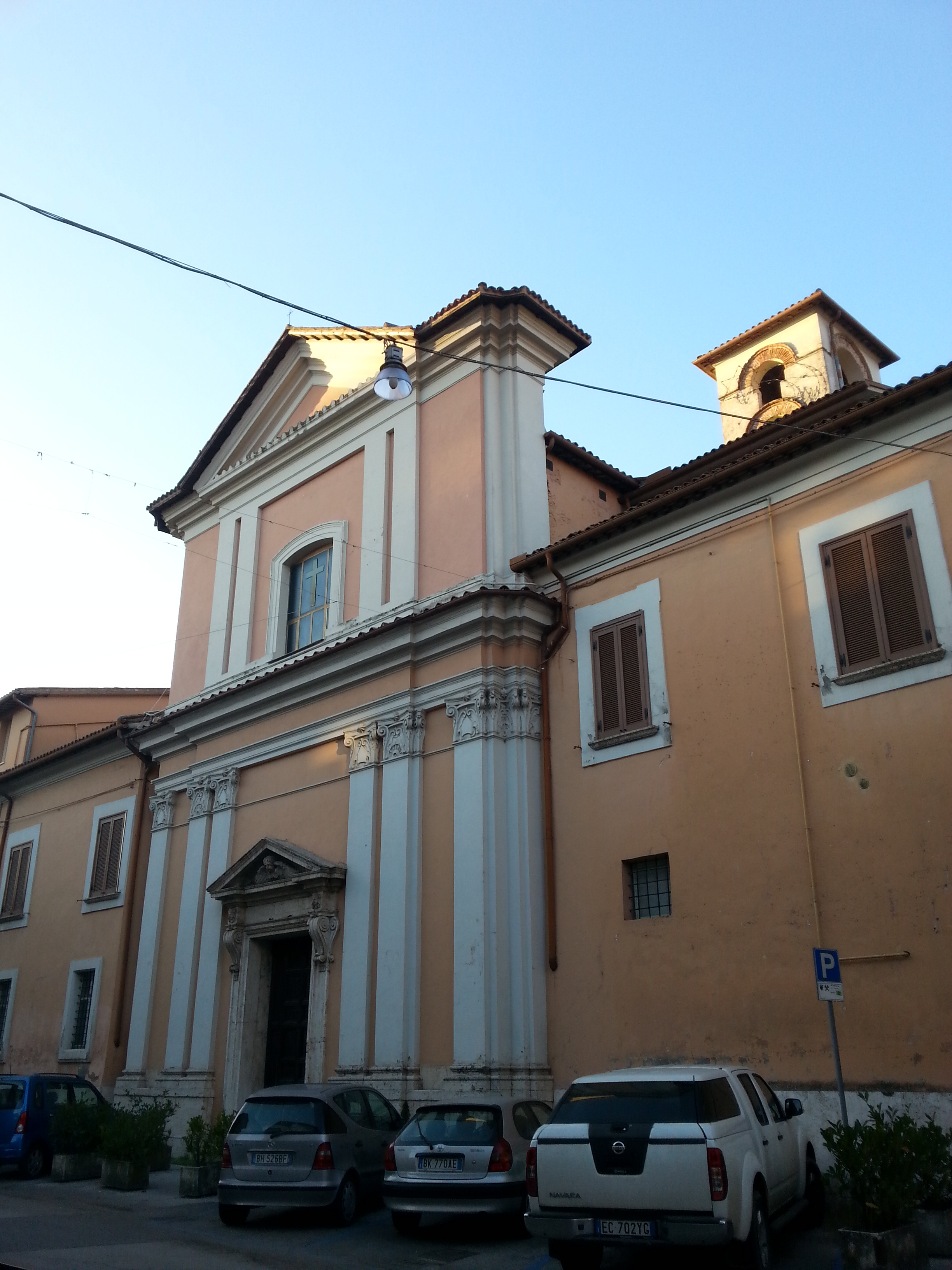
Santa Caterina

La chiesa e l'annesso monastero benedettino di Santa Caterina si trovano in via Garibaldi, quasi di fronte alla chiesa di San Giuseppe. Il convento ha l'ingresso in via Santa Caterina n. 1, traversa di via Garibaldi, ed è oggi sede di una scuola paritaria (materna, elementare e media) gestita dalle suore oblate del Bambin Gesù.
Il complesso di Santa Caterina fu costruito a metà del Trecento, in sostituzione di un più antico monastero benedettino - sempre intitolato a Santa Caterina - di cui le monache avevano chiesto l'ampliamento. I lavori furono autorizzati dal vescovo Biagio nel 1348 ed erano già conclusi nel 1363. Nel 1521 il vescovo Pompeo Colonna unì i monasteri di Santa Caterina, San Benedetto e Santa Scolastica.
Il suo aspetto attuale risale a fine Seicento, quando il complesso fu completamente ricostruito: i lavori per il monastero iniziarono nel 1647 e quelli della chiesa nel 1674; quest'ultima fu benedetta nel 1679 e consacrata il 28 ottobre 1681 dal vescovo Ippolito Vincentini.
Sul finire del Settecento il monastero fu soppresso. Nel 1808 i suoi beni furono incamerati da vari enti ecclesiastici (l'orfanotrofio, le maestre pie, le suore oblate Bambin Gesù e il Seminario di Rieti), l'edificio fu trasformato in istituto scolastico e affidato alle suore oblate del Santo Bambino Gesù, tuttora presente come scuola paritaria materna, elementare e media.
All'interno della chiesa si trova il dipinto Il martirio di Santa Caterina d'Alessandria (1591), cominciato da Tobia Cicchini dell'Aquila, e concluso dopo la sua morte da Giovan Antonio Torelli. Sull'altare dedicato alla trasfigurazione si trova la tela omonima (1595) di Giovanni Giacomo Pandolfi da Pesaro, e il quadretto della Madonna addolorata, copia di un'opera di Carlo Dolci. Altro dipinto ospitato nella chiesa è La Madonna delle grazie tra San Benedetto e Santa Scolastica, risalente a fine Seicento. Nella legnaia della chiesa è conservato un affresco del Quattrocento che rappresenta Gesù crocifisso tra le due Marie, San Giovanni e Santa Caterina.

## Santa Chiara
42.402814°N 12.864849°E

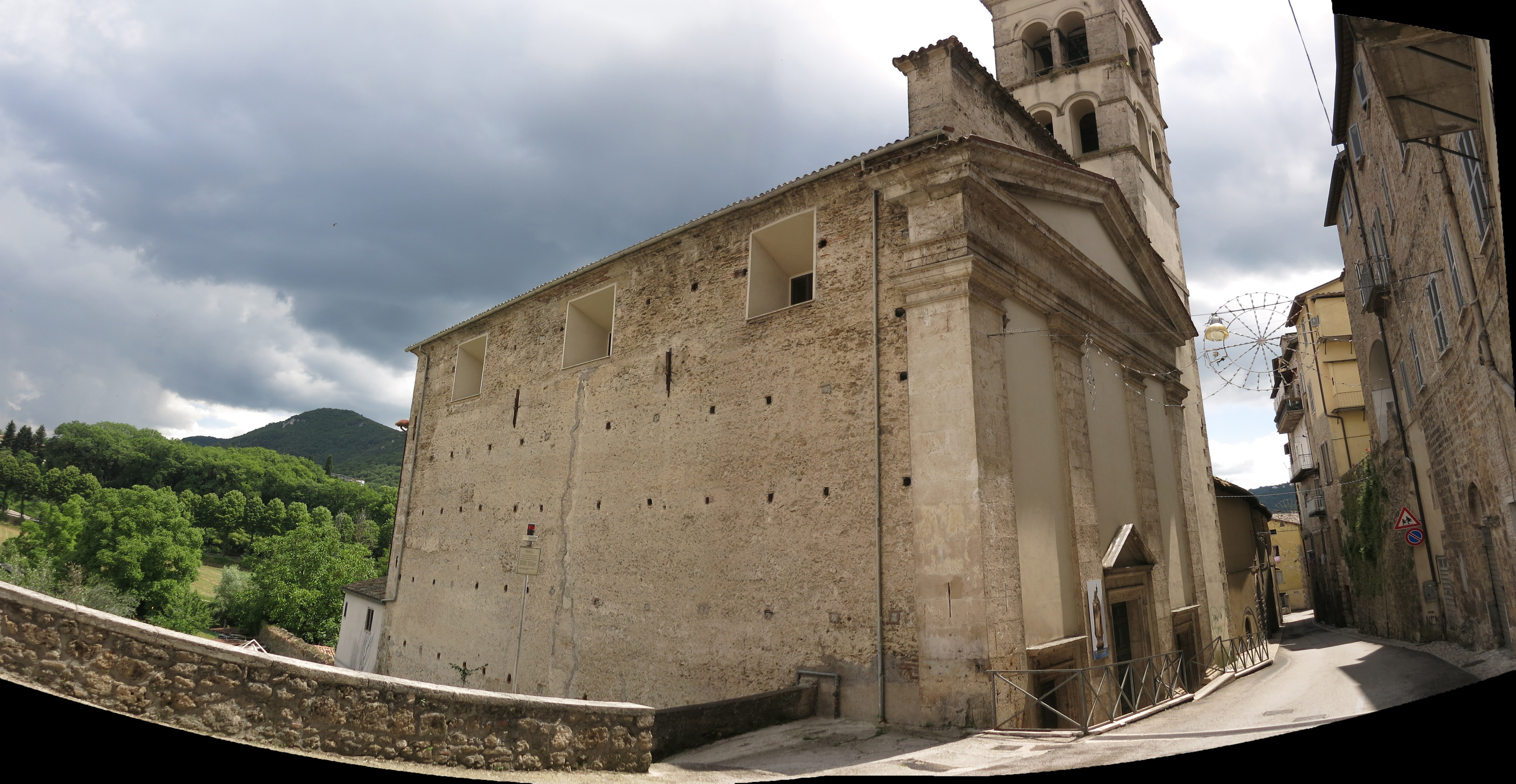
Santa Chiara

La chiesa e l'annesso monastero di Santa Chiara (già Santo Stefano) si trovano nella via omonima, che costituisce la parte iniziale di via San Francesco, a breve distanza da via Garibaldi. Il convento ospita tuttora delle monache clarisse, ed è sede di una mensa per i poveri.
Le origini del complesso risalgono al 1289 quando papa Niccolò IV, che in quel periodo aveva fatto di Rieti la sede papale, eresse presso la chiesa di San Francesco l'ordine delle terziarie francescane secondo la regola di Elisabetta d'Ungheria. Con questo atto il papa esaudì la richiesta di quattro nobildonne reatine che avevano chiesto di potersi ritirare a vita monastica ed ebbero in concessione anche la casa natale del beato Angelo Tancredi.
Le religiose presero il nome di monache di Santa Chiara ed erano colloquialmente dette "bizzoche". Alla divisione dell'ordine tra osservanti e conventuali, deliberarono il passaggio agli osservanti. Fino al Cinquecento le monache ebbero la libera uscita, ma su loro richiesta Gregorio XIII le dichiarò pienamente monache del terz'ordine obbligandole alla clausura.

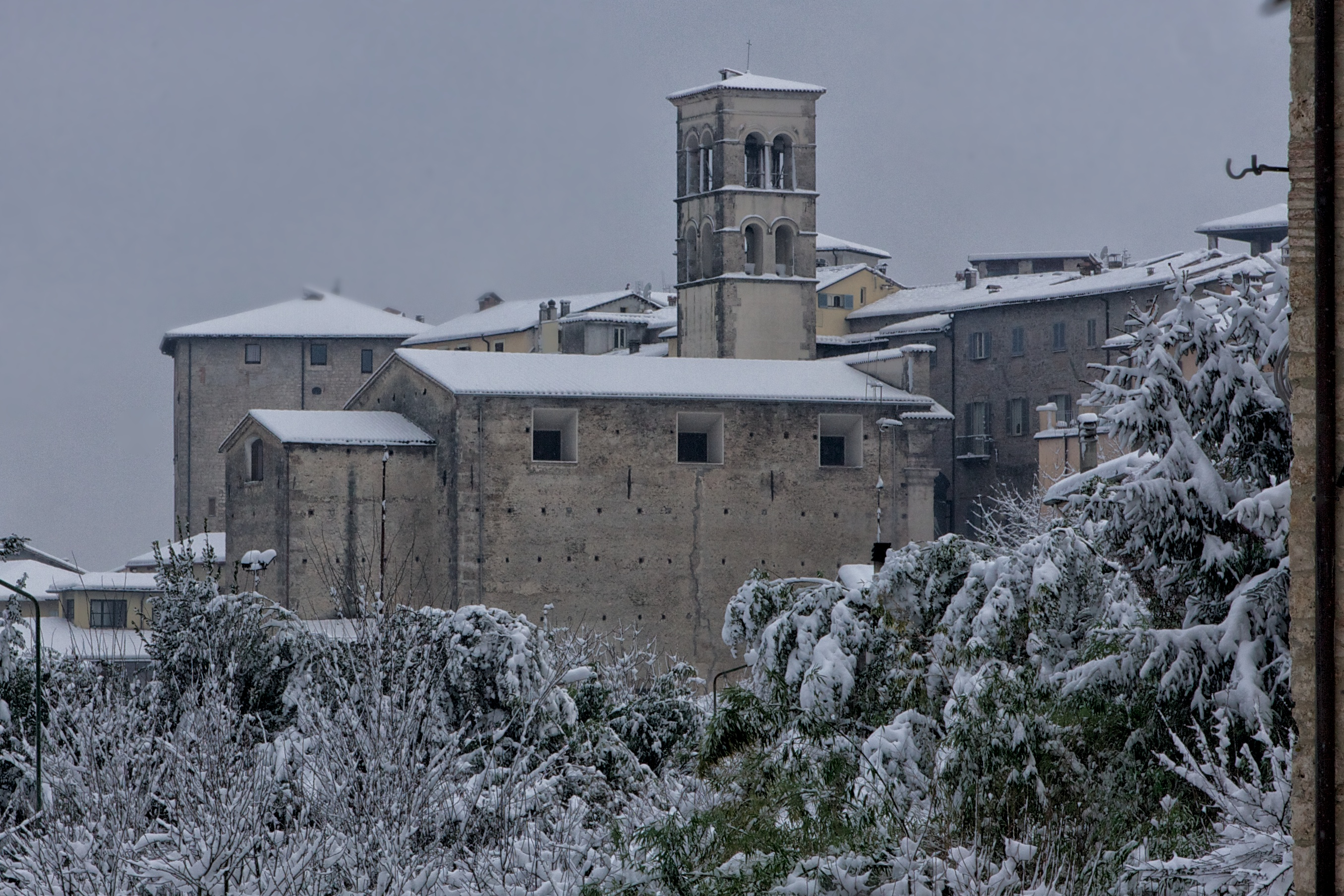
La chiesa di Santa Chiara vista dalla riva del Velino

Inizialmente per le funzioni religiose le monache utilizzavano la chiesa di San Francesco, ma dopo qualche anno grazie alle elemosine e ai lasciti dei benefattori riuscirono a costruire presso la casa una piccola chiesa, che dedicarono a Santo Stefano in ricordo di un terreno a loro donato, chiamato "tenuta di Santo Stefano".
A metà del Quattrocento la chiesa fu ricostruita con dimensioni maggiori. Ma anche la nuova chiesa divenne presto insufficiente, e grazie alla cospicua donazione concessa nel 1566 dal morente dottor Paolo Buonamici di Casperia si poté provvedere ad ampliarla ulteriormente. I lavori iniziarono nel 1567 e terminarono nel 1570; nel 1594 fu consacrata dal vescovo Giulio Cesare Segni.
Nel febbraio 1872 chiesa e convento furono cedute al Comune di Rieti. Successivamente il complesso tornò alla diocesi e nel 1930 la chiesa fu completamente restaurata.
All'interno della chiesa si trova un monumento al benefattore Buonamici e l'altare della Madonna della neve, con un quadro a sugo d'erba del Settecento di scuola romana. Vi si trovava anche un bassorilievo in pastiglia considerato miracoloso che rappresentava la Vergine col bambino, originario della chiesa più antica e trasportato in quella nuova nel 1601; oggi si trova al Museo civico.

## San Donato
42.403527°N 12.856959°E

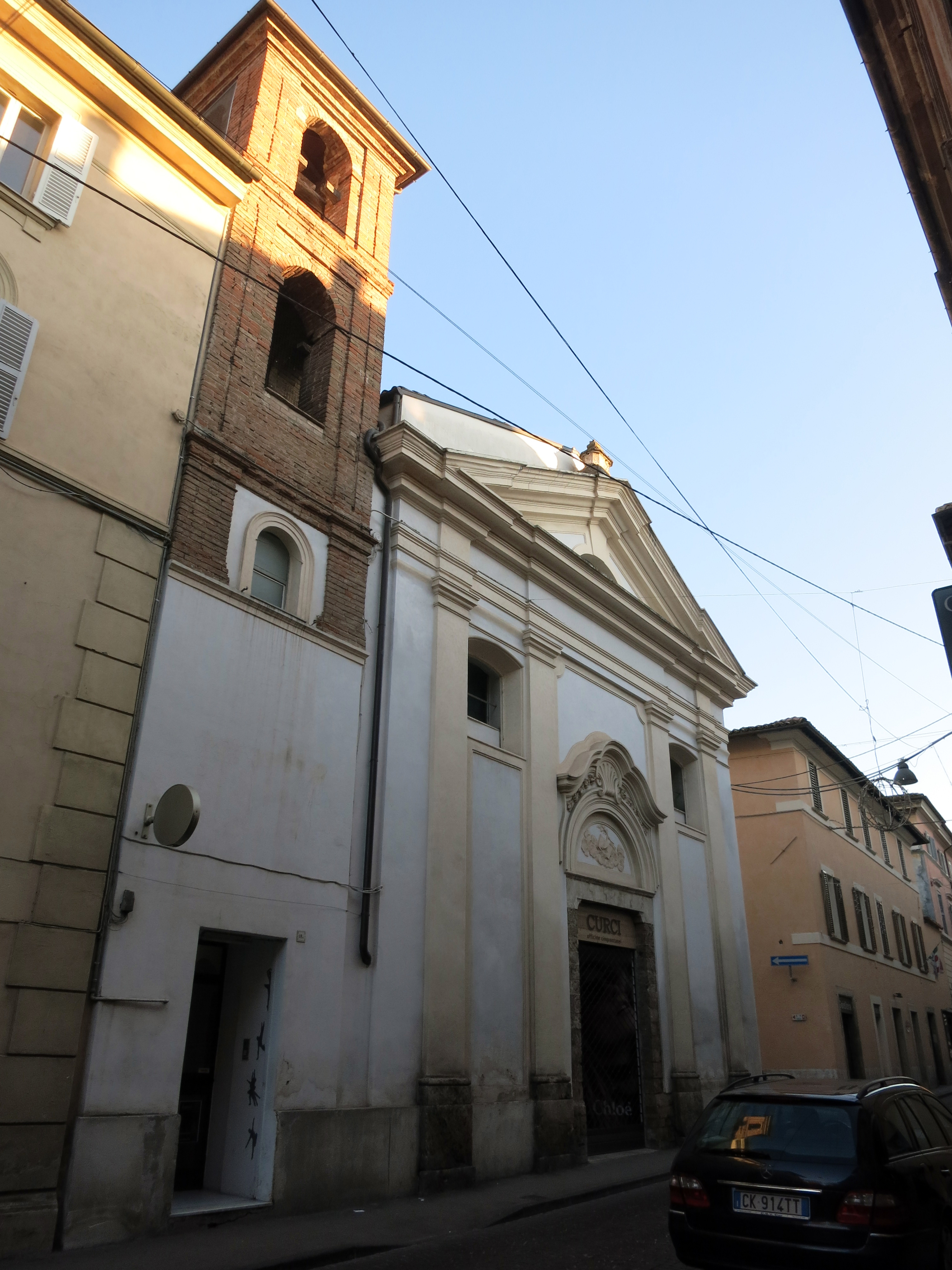
San Donato

La chiesa di San Donato si trova nel quartiere di Porta Cintia, con la facciata su via Cintia ed il fianco destro in via San Donato. Attualmente è sconsacrata ed è sede di un negozio di ottica.
La prima notizia della chiesa risale all'anno 1153. Nel Quattrocento la chiesa fu frequentata dalla beata Colomba, che abitava nelle vicinanze, e si racconta che proprio qui una mattina, essendo il prete in ritardo, essa abbia ricevuto l'eucaristia per mano di un angelo.
Nel 1560 l'altare maggiore risultava essere dedicato a San Donato ed era presente un solo altro altare, dedicato alla Vergine. Nel 1661, in seguito all'epidemia di peste che aveva colpito la città nel 1657, il vescovo di Rieti Odoardo Vecchiarelli istituì una confraternita di secolari intitolata alla beata Colomba, protettrice dalla peste, che aveva sede in San Donato. In questa occasione fu eretto nella chiesa un terzo altare dedicato alla Beata Colomba.
Nel secolo seguente la chiesa fu completamente rifatta a spese della confraternita; alla conclusione dei lavori, nel 1727, l'altare maggiore fu dedicato alla Beata Colomba e vi fu posto un dipinto della Beata Colomba che impetra la liberazione di Rieti dalla peste. Nei lavori di ristrutturazione fu rinvenuto un antico affresco della Vergine davanti al quale la Beata Colomba era solita pregare, in corrispondenza del quale fu intagliata un'apertura per renderlo visibile.
Nel 1786 il vescovo Saverio Marini istituì in San Donato la Compagnia della Buona Morte. Quest'ultima nel 1808 venne fusa con quella della Beata Colomba, e nel 1823 furono trasferite nella chiesa di San Pietro Martire.

## Basilica di Sant'Eleuterio
La basilica di Sant'Eleuterio, oggi non più esistente, si trovava dove oggi sorge la chiesa del cimitero.

## Sant'Erasmo
La chiesa di sant'Erasmo oggi non è più esistente.

## Sant'Eusanio
42.404188°N 12.870766°E

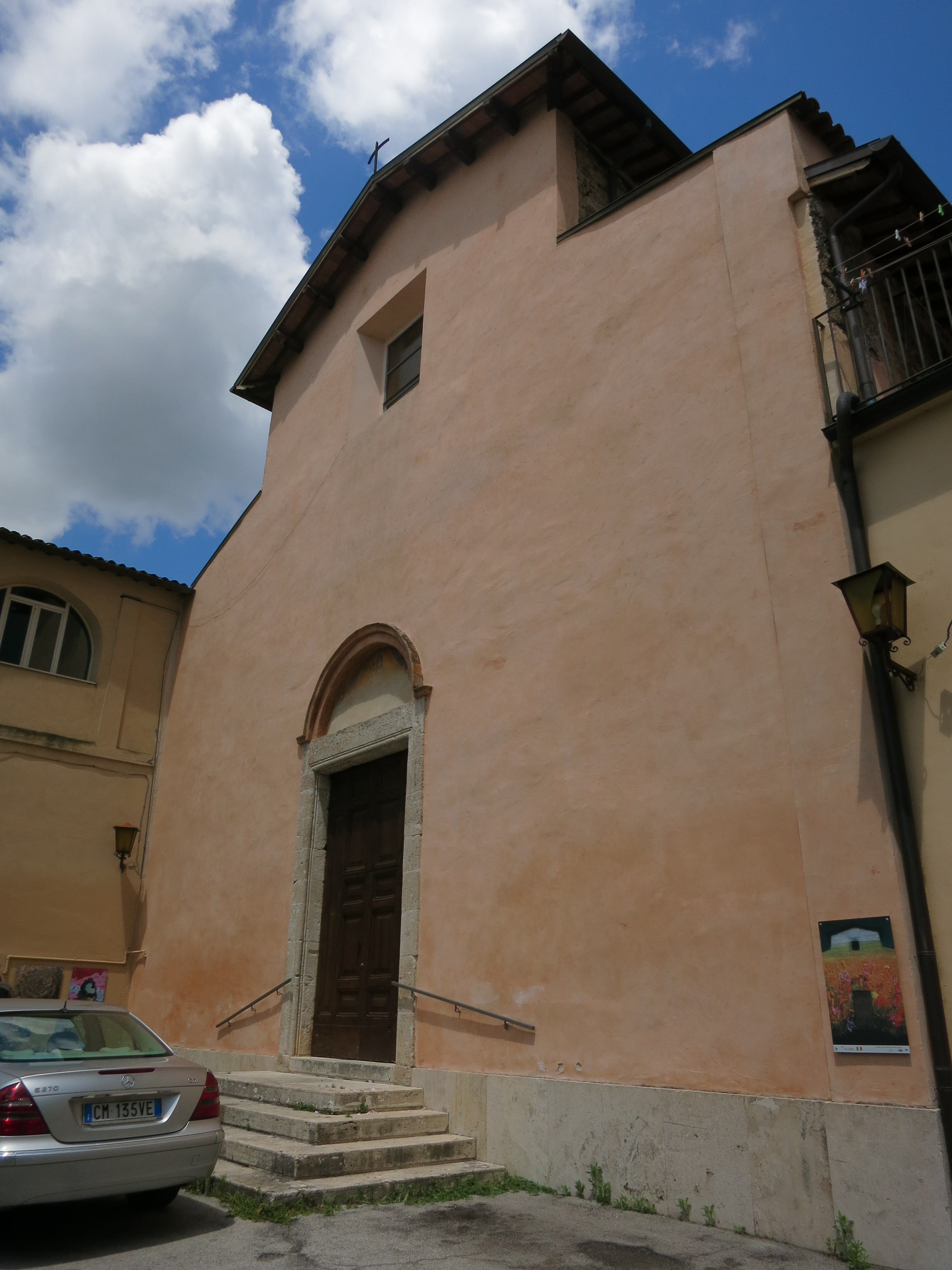
Sant'Eusanio

La chiesa di Sant'Eusanio si trova al numero 5 della via omonima, nel quartiere di Porta d'Arci ed a breve distanza da via dei Pozzi.
Secondo il racconto agiografico, in occasione di un pellegrinaggio a Roma nel III secolo, Sant'Eusanio sarebbe passato per Antrodoco, guarendo un ragazzo paralitico e sordomuto, e per Rieti, dove avrebbe liberato una donna dal demonio. In ricordo di questi avvenimenti miracolosi i reatini eressero una chiesa in onore del martire. La prima notizia storica dell'esistenza della chiesa, tuttavia, risale solo al 1182. La chiesa fu per molto tempo sede di una parrocchia e per un certo periodo fu decorata del titolo di collegiata. Dall'iscrizione sull'architrave della porta si desume che nel 1539 la chiesa fosse stata da poco completamente ricostruita.

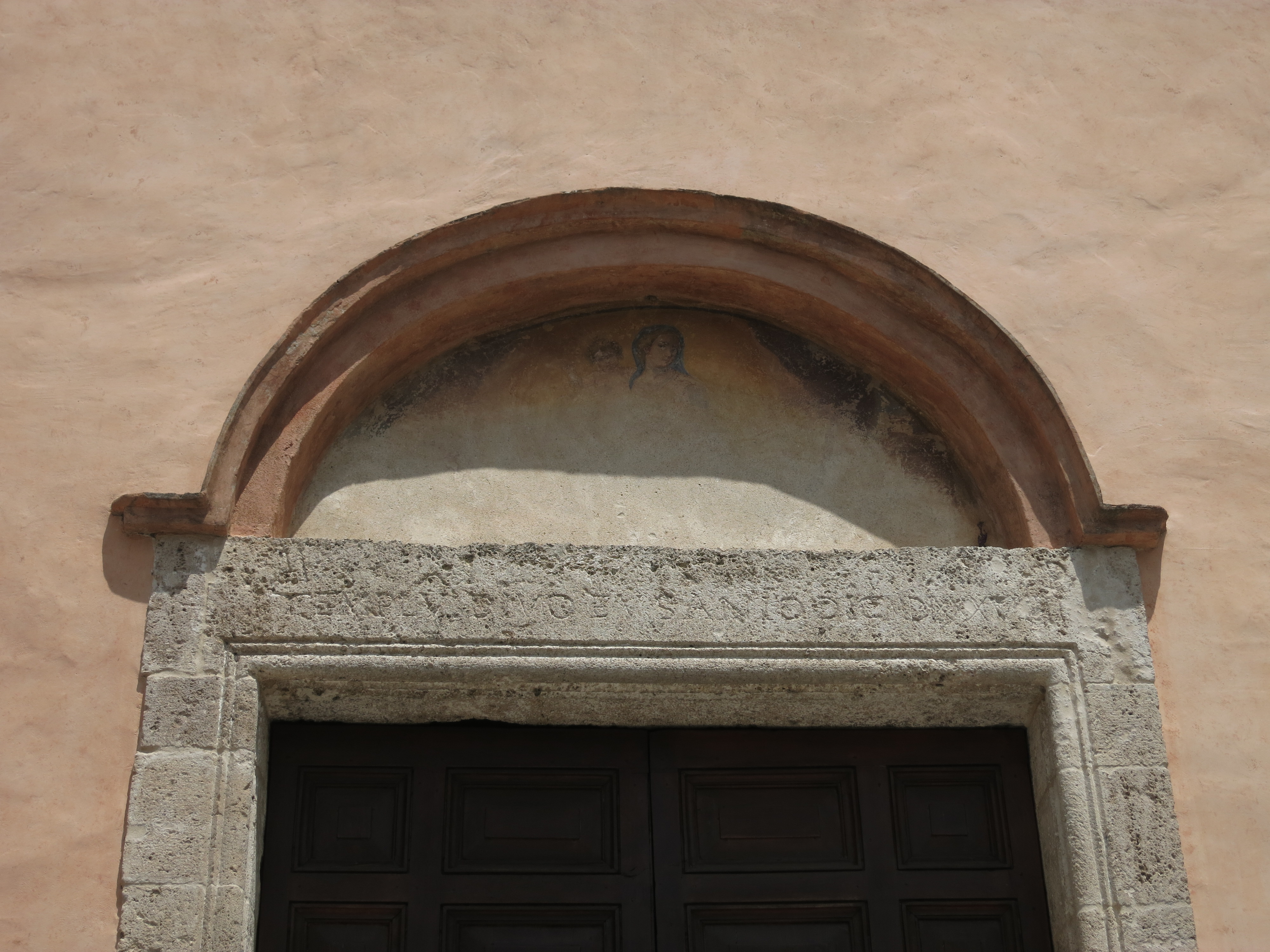
Dettaglio del portale di Sant'Eusanio

Nel 1711 risultavano essere presenti ben sette altari. Nel 1736 il parroco Tommaso Ciarafogli decise di rimpicciolire la chiesa, ed eseguì dei lavori per ridurla a tre navate e rifare il soffitto, mantenendo tre soli altari. Nel 1821 il soffitto venne eliminato e la navata centrale fu innalzata, mentre l'altare maggiore fu spostato al posto della sacrestia.
La facciata della chiesa è intonacata; sopra il portale si trova una lunetta con un affresco molto sbiadito rappresentante Sant'Eusanio. All'interno si trovano oggi tre altari. Quello maggiore è intitolato alla Madonna delle Stelle, in onore di un antico affresco collocato nel vicino oratorio di San Barnaba, che nel 1739 fu staccato e portato nella chiesa alla soppressione dell'omonima compagnia. L'altare sinistro è intitolato a Sant'Eusanio, mentre quello destro a Sant'Antonio. Sono ancora visibili resti di affreschi del Quattrocento, tra cui una mezza figura di Vergine con putto, una Annunciazione e una Madonna con putto.

## San Fabiano
42.404499°N 12.86817°E
La chiesa di San Fabiano, oggi non più esistente, era annessa all'omonimo monastero di clarisse, che oggi si trova al n. 97 di via Garibaldi, di fronte alla chiesetta dell'Ospizio Cerroni.

## Santuario di Fonte Colombo
Il santuario di Fonte Colombo è uno dei quattro santuari francescani della Valle Santa reatina. Ricade nel territorio del comune di Rieti e si trova a breve distanza dalla frazione di Sant'Elia.

## Santuario della Foresta
Il santuario della Foresta è uno dei quattro santuari francescani della Valle Santa reatina. Ricade nel territorio del comune di Rieti e si trova sul colle della Foresta, a breve distanza dalla frazione di Castelfranco.

## San Giacomo al Colletrone
La chiesa di San Giacomo al Colletrone, oggi non più esistente, si trovava in via della Pennina.

## San Giorgio
42.401393°N 12.863786°E

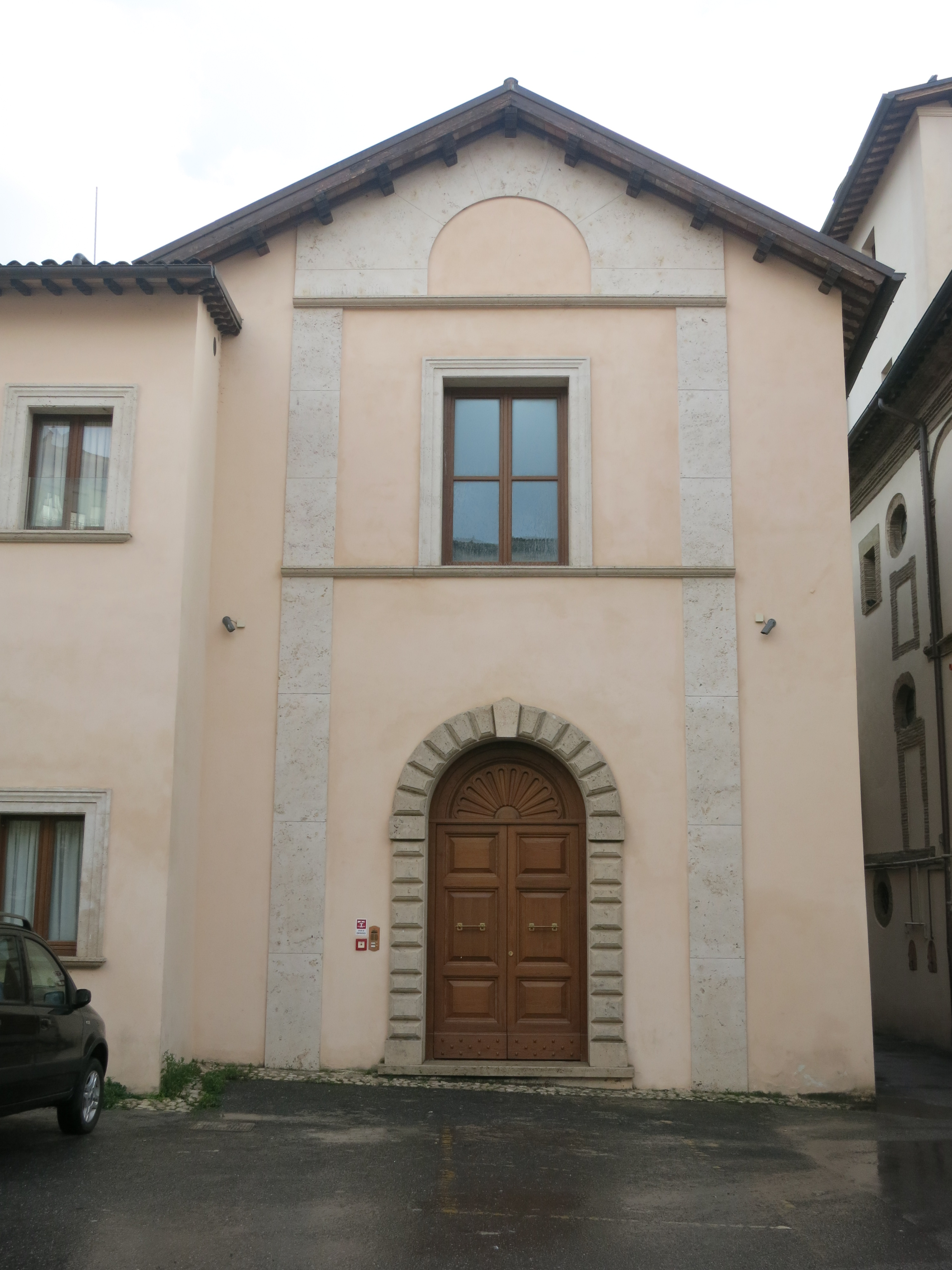
San Giorgio (lato che affaccia sul largo omonimo)

La ex chiesa di San Giorgio affaccia sul largo omonimo, con l'ingresso al civico 49 di via San Francesco.
Le origini della chiesa sono molto antiche: la sua prima menzione risale all'anno 744 e fu tra i primi edifici a sorgere fuori dalla cinta muraria di epoca romana. Dotato anche di un monastero, il complesso di San Giorgio era uno dei più importanti della città altomedievale; fu voluto da un duca longobardo ed inizialmente era destinato ad accogliere solo donne germaniche. A partire dal Duecento la chiesa svolse la funzione di parrocchia, ma perse progressivamente importanza a causa della fondazione nella vicinanza dei nuovi complessi religiosi di San Francesco e Santa Chiara.

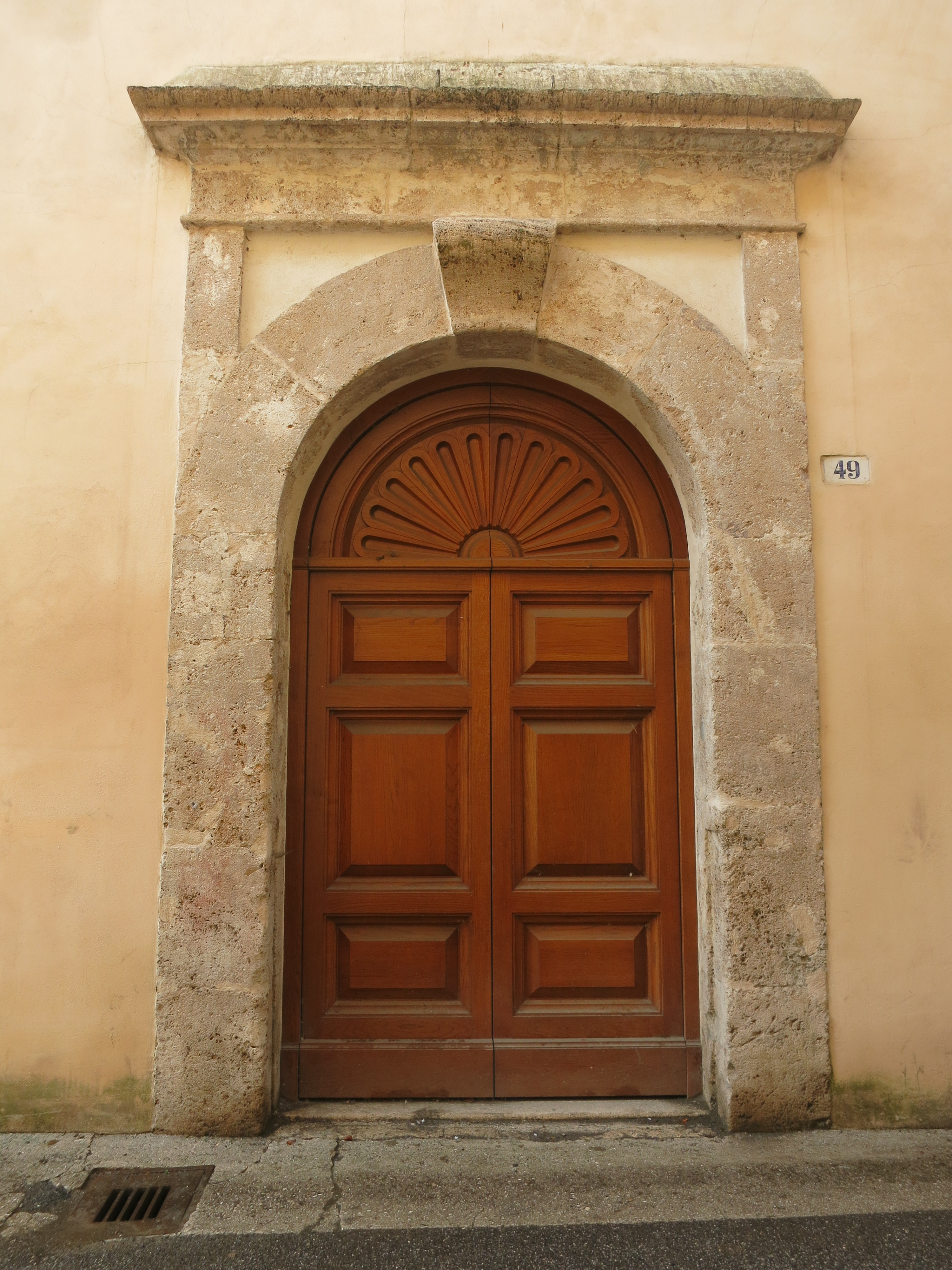
Portale di San Giorgio (lato che affaccia su via S. Francesco)

Da tempo sconsacrata e rimasta abbandonata a lungo (lo era già all'inizio del Novecento), la chiesa è stata recentemente restaurata - utilizzandola come auditorium - dalla Fondazione Varrone insieme al largo circostante, dove è stato creato il polo culturale delle Officine di Largo San Giorgio, inaugurato nel 2012. La chiesa è stata dotata di un organo, realizzato dalla ditta Fratelli Pinchi di Foligno e ispirato agli strumenti tardo-seicenteschi dell'organaro tedesco Arp Schnitger, e oggi viene utilizzata per tenervi concerti d'organo e corsi per organisti.

## San Giovanni in Statua
42.402538°N 12.860119°E

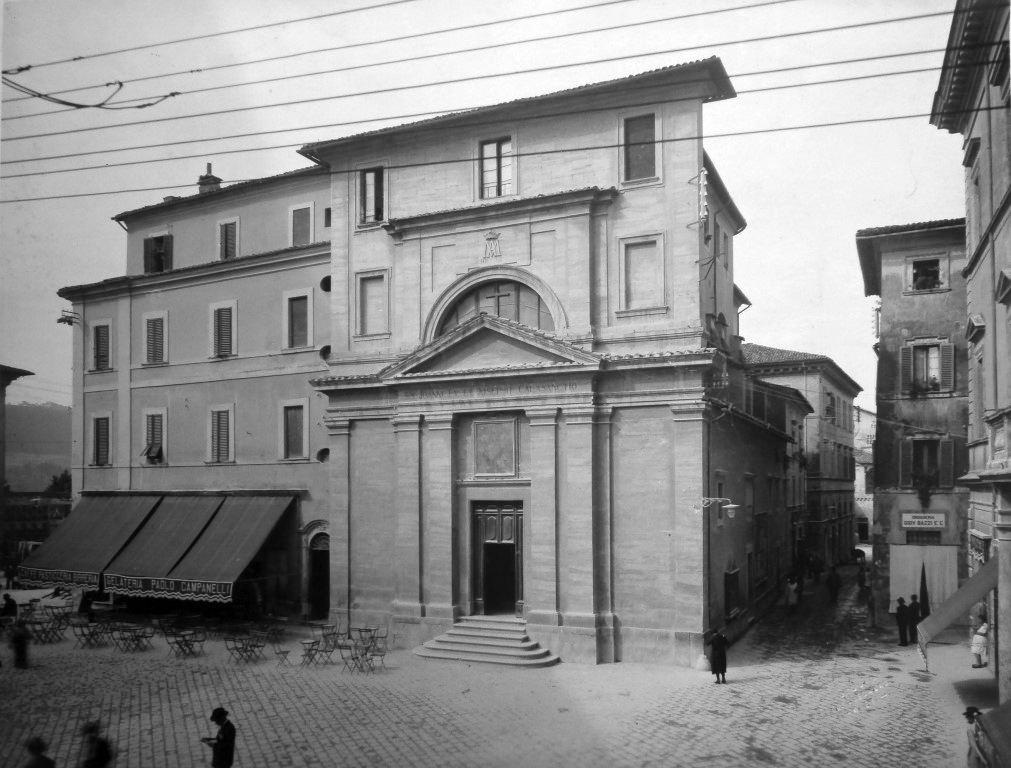
San Giovanni in Statua

Si trovava nella piazza del Comune, al posto dell'attuale albergo Quattro Stagioni. Il suo nome in statua indicava infatti la localizzazione nell'antica platea statuae, il foro dell'antica Reate romana, così detta -sembra- per la presenza di statue.
La chiesa è attestata sin dall'XI secolo e seguì le vicende della piazza dove è collocata. Nel 1774 fu demolita e ricostruita in posizione più arretrata, in applicazione del progetto Amati del 1763 per l'ampliamento della piazza. Dall'inizio del settecento il vescovo Bernardino Guinigi colloca nella chiesa i padri Scolopi, che erano presenti in città sin dal 1698, chiamati dal vescovo Ippolito Vicentini.
Al suo interno era custodito il dipinto L'apparizione della Vergine a San Giovanni Evangelista e a San Giuseppe Calasanzio di Antonino Calcagnadoro (1903), oggi custodito nella chiesa di Santa Scolastica.
Nel 1928 la chiesa fu demolita, stavolta definitivamente, per far posto al nuovo albergo centrale Quattro Stagioni, che si andava a sostituire all'antico albergo della Croce Bianca (un edificio situato sul fianco sinistro del Palazzo Comunale e reso inagibile dal terremoto del 1898) che così poté essere anch'esso demolito; al posto di quest'ultimo, nel 1940 venne innalzata la torre in travertino attualmente visibile. Con la demolizione della chiesa, gli Scolopi furono trasferiti nella chiesa di Santa Scolastica.

## Santi Giovenale e Vincenzo Ferreri (Madonna della Scala)
42.40302°N 12.864326°E

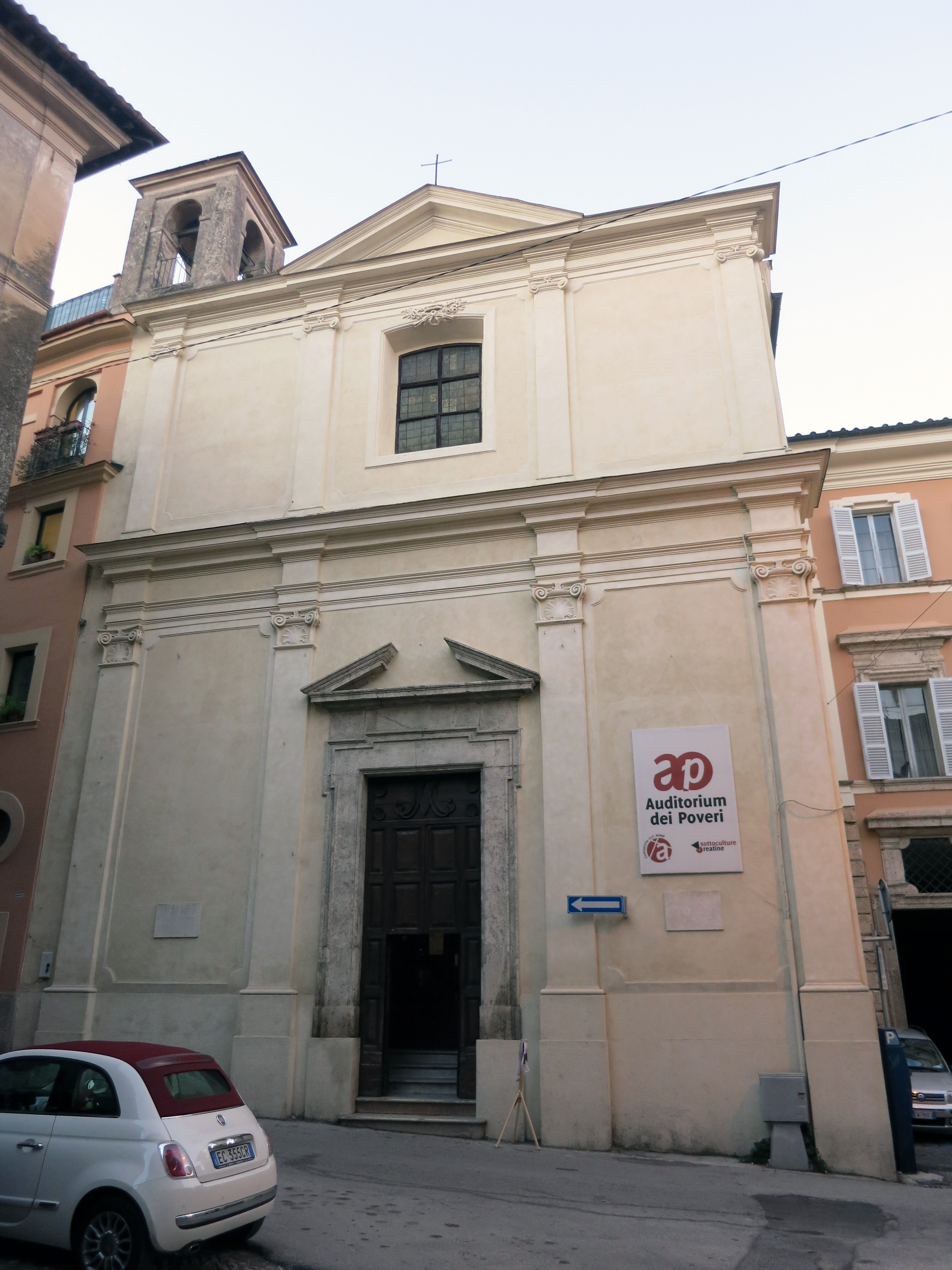
San Giovenale

La chiesa, attualmente sconsacrata, è sede dell'Auditorium dei Poveri e vi si tengono eventi culturali. Si trova in via Garibaldi, in prossimità dell'incrocio con via Centuroni.

### Storia
La chiesa originaria, intitolata a San Giovenale, ha origini molto antiche: è attestata nei documenti del registro farfense già nell'anno 900. Inizialmente la chiesa sorgeva in una posizione diversa: si ritiene fosse collocata dove ora si trovano i giardini di Palazzo Blasetti, dalla parte di Via Centurioni, dove c'è una fontanella. La zona dove la chiesa sorgeva era detta di Porta Carrana, Porta Carceraria o Porta Interocrina, per la vicinanza con la porta della cinta muraria di epoca romana con cui la Via Salaria usciva dalla città in direzione di Interocrìum (Antrodoco), porta i cui resti possono essere identificati nella torre di San Basilio all'incrocio tra via Garibaldi e via Santa Chiara.
Nel XIII secolo la città ebbe un grande sviluppo urbanistico, venne costruita una nuova e più ampia cinta muraria medievale e la zona dove si trovava la chiesa venne "smassata" per appianare il dislivello precedentemente esistente tra parte alta della città, interna alle mura romane, e parte esterna. Dopo lo smassamento, la creazione di una lunga strada (attuale via Garibaldi) fece perdere centralità alla zona dove sorgeva la chiesa. Per questo motivo, poco lontano dall'originaria chiesa di San Giovenale, venne edificata un'altra chiesa intitolata a San Vincenzo, con la facciata in via Garibaldi, che è la chiesa attualmente visibile.
La chiesa di San Giovenale perse progressivamente l'utilizzo, anche perché essendo antica era probabilmente piccola e poco capiente, finché nel 1748 il parroco chiese alla propria confraternita di trasferirsi nella vicina chiesa di San Vincenzo; successivamente la chiesa venne demolita. Da questo momento la chiesa di San Vincenzo prese anche il nome di San Giovenale. Della chiesa originaria oggi non rimane traccia.
La chiesa di San Vincenzo già dal settecento era abitata dai Padri Carmelitani. Tuttavia anche questa seconda chiesa rischiò di cadere nell'abbandono quando nel 1739 il visitatore apostolico chiude la compagnia di San Vincenzo.

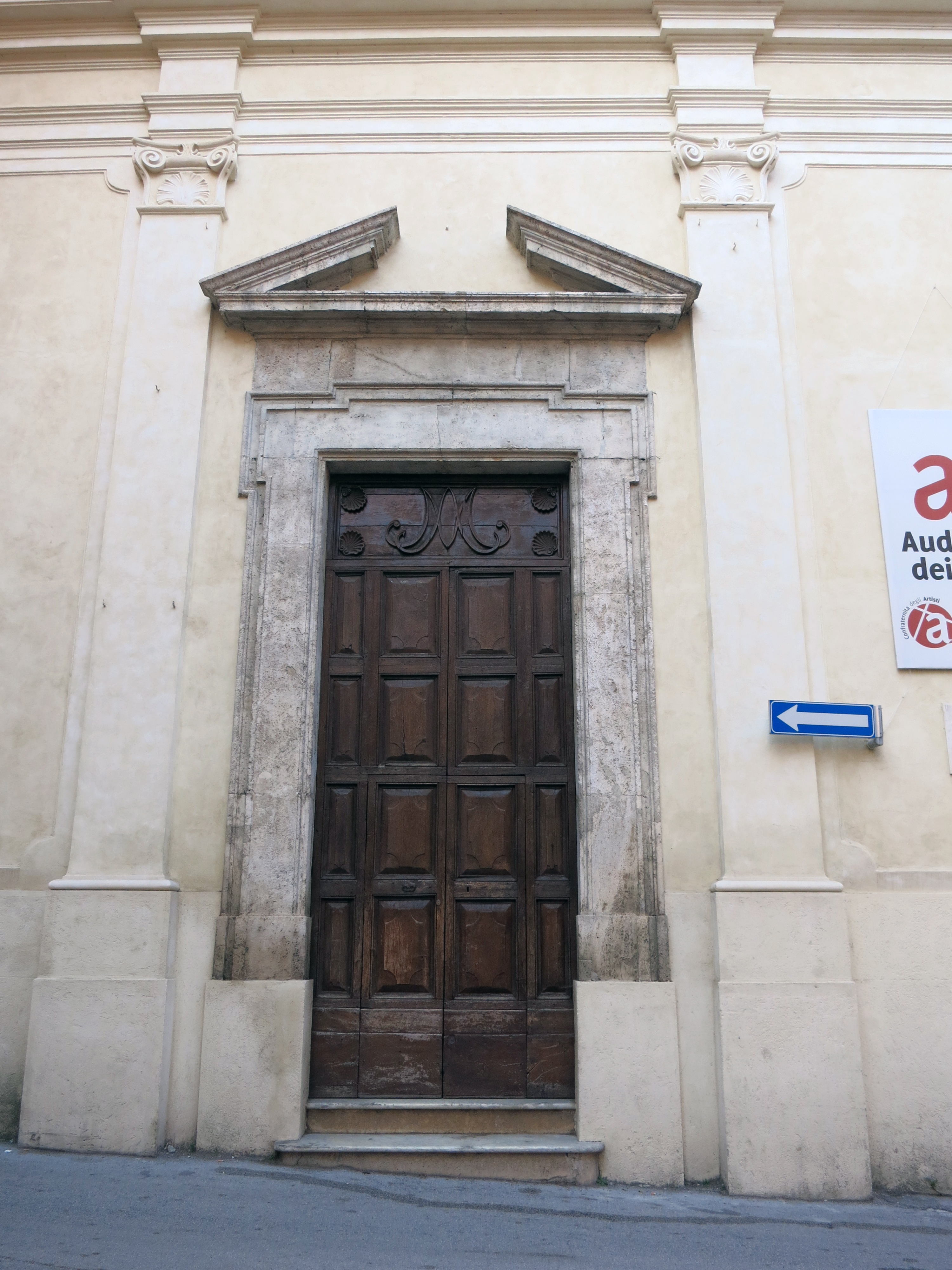
Portale della chiesa di San Giovenale

Ma il declino della chiesa venne interrotto da un evento miracoloso: il 3 dicembre 1739, nella scalinata di accesso del vicino Palazzo Blasetti (che all'epoca si chiamava Palazzo Amati) l'affresco di una Madonna inizia a lacrimare; prima ancora che venissero inviati tecnici per analizzare il fenomeno, i cittadini iniziano già a venerare l'immagine sacra. Per questo motivo il vescovo chiese l'autorizzazione a spostare l'immagine all'interno della chiesa di San Vincenzo; per la cessione dell'affresco, papa Benedetto XIV in persona concesse alla famiglia Amati il permesso di avere nella chiesa un coretto collegato alla loro abitazione. L'affresco fu quindi staccato e trasportato nella chiesa con la partecipazione di tutta la città, e posizionato sull'altare maggiore; da qui la chiesa prese il nome di Santa Maria della Scala. Successivamente a questo avvenimento, grazie anche al contributo economico della famiglia Amati, la chiesa venne rinnovata.
Nel 2013 la chiesa, sconsacrata da anni, è stata recuperata con il restauro della facciata, la riparazione del tetto da dove entrava acqua ed interventi di miglioramento sismico, ed ha preso il nome di Auditorium dei Poveri, dove vengono ospitati eventi culturali.

### Descrizione
L'opera più importante contenuta nella chiesa è il bassorilievo Il genio della morte di Bertel Thorvaldsen, allievo del Canova, commissionato da Angelo Maria Ricci per la tomba della moglie Isabella Ricci Alfani. L'opera raffigura un giovane angelo alato, con la testa leggermente piegata e gli occhi chiusi come se fosse addormentato, insieme ad una fiaccola rovesciata, simbolo dello spegnimento della vita. È ispirato al monumento della famiglia Stuart realizzato dal Canova nella chiesa dei SS. Apostoli a Roma. Una copia del bassorilievo è collocata nel Museo civico.
Le opere d'arte all'interno della chiesa contengono molti riferimenti ai carmelitani. Sull'altare maggiore si trova infatti la Madonna del Carmine con lo scapolare in mano di Virginio Monti; anche le decorazioni e gli affreschi sulla volta, parzialmente rovinati dalle infiltrazioni d'acqua, sono di Virginio Monti e risalgono ad inizio novecento.
Prima del settecento nella chiesa c'era anche una tela di San Vincenzo attribuita a Antonio Gherardi o a Sebastiano Conca. Del miracoloso affresco della Madonna della Scala si sono oggi perse le tracce. Secondo il Palmegiani l'affresco risalirebbe al XII secolo e si troverebbe ancora posizionato sull'altare maggiore, dietro l'altra tela che attualmente vi è esposta, ma nessuna verifica è stata effettuata in merito.

## San Giuseppe
42.403836°N 12.866087°E

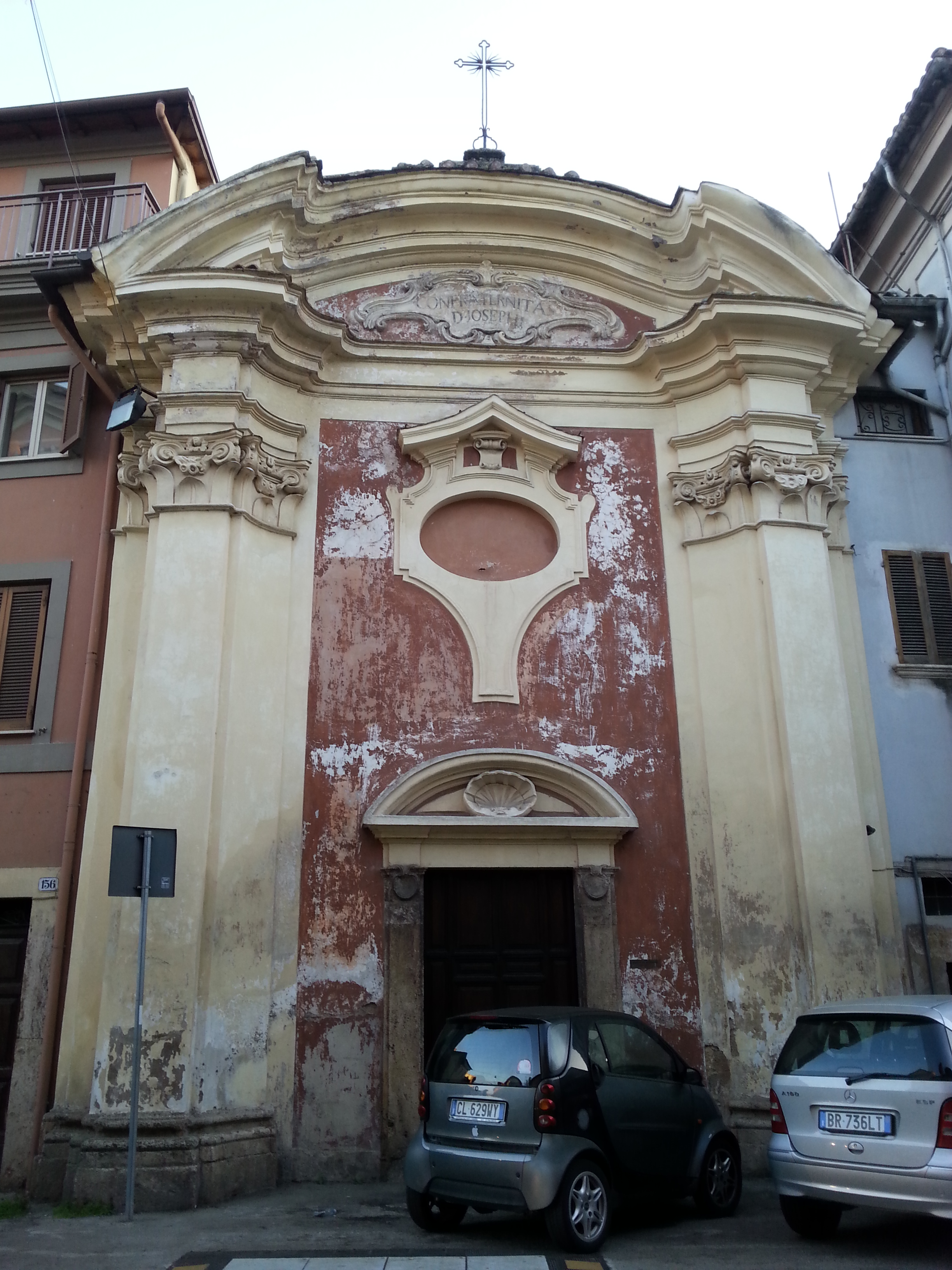
San Giuseppe

La chiesa di San Giuseppe si trova in via Garibaldi, quasi di fronte a quella di Santa Caterina.
La prima notizia della chiesa, che inizialmente era intitolata a San Bartolomeo, si ha nel 1153. Entro il 1585 gli venne unita la parrocchia della chiesa sconsacrata di San Leopardo; più tardi gli fu unita anche quella di San Lorenzo. Nel 1619 il vescovo Pier Paolo Crescenzi istituì la confraternita di San Giuseppe, che doveva essere collocata nella chiesa di San Bartolomeo ma poté stabilirvisi solo nel 1641 per azione del vescovo Giorgio Bolognetti.
La facciata della chiesa è in stile rococò, con stucchi e modanature tipiche della corrente del barocchetto romano.
All'interno la chiesa ospita due tele di Vincenzo Manenti, Il transito di San Giuseppe e La sacra famiglia, ed una di Antonino Calcagnadoro, che rappresenta San Leopardo. Si trova all'interno anche un ciborio di inizio Cinquecento, che ha forma di tempio e sulla porticina reca dipinto un angelo che sorregge il corpo morto di Gesù. Le campane della chiesa sono due: una risale al 1685 e vi è incisa la Vergine col bambino, l'altra risale al 1763 e vi sono scolpiti la Beata Colomba e San Francesco.

## San Liberatore
42.404575°N 12.860012°E

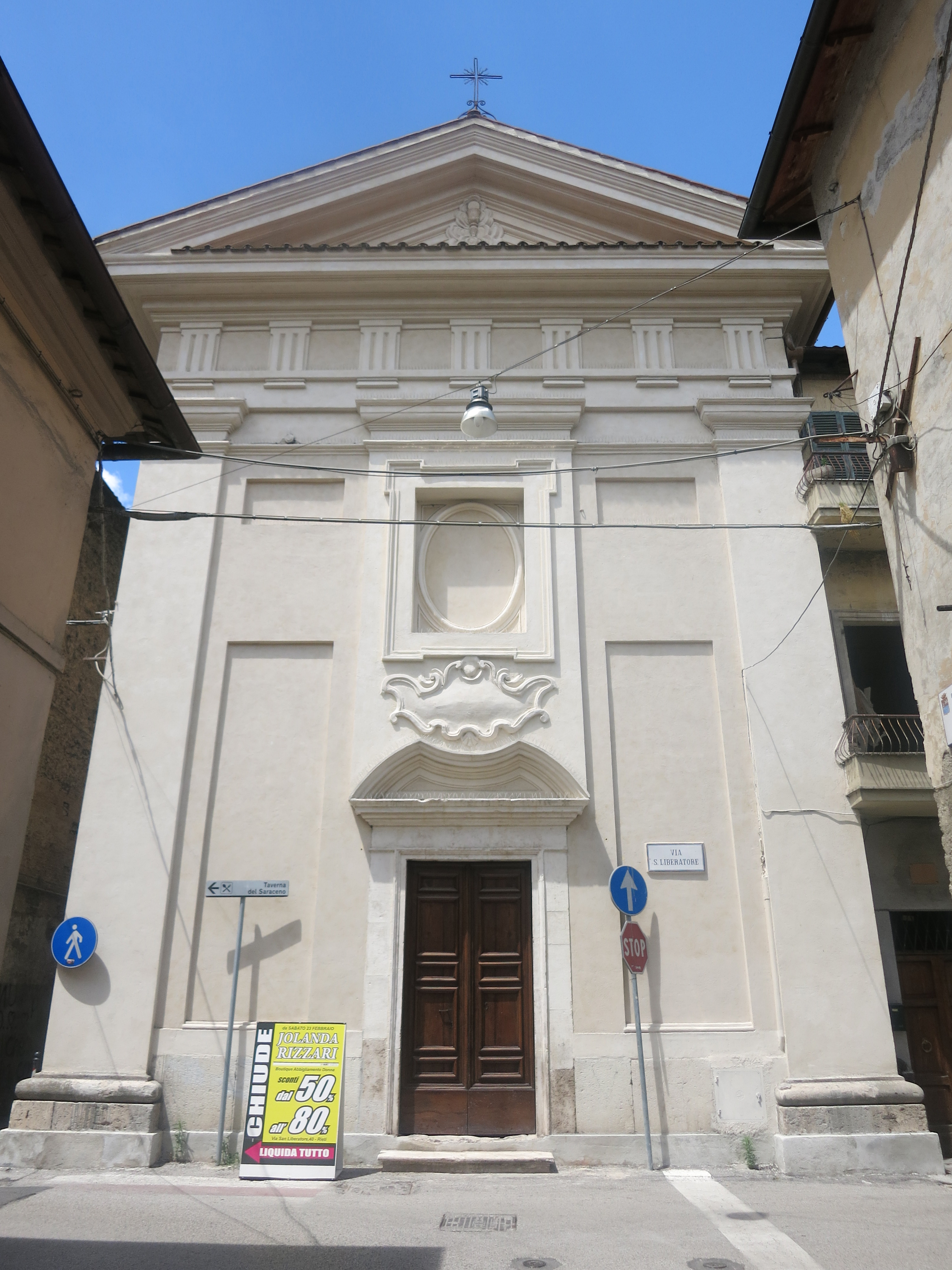
San Liberatore

La chiesa di San Liberatore si trova lungo la via omonima, all'incrocio con via Pennina. La chiesa, dedicata a san Liberatore vescovo e martire, sorge all'interno della torre della ex porta San Giovanni delle mura medievali.

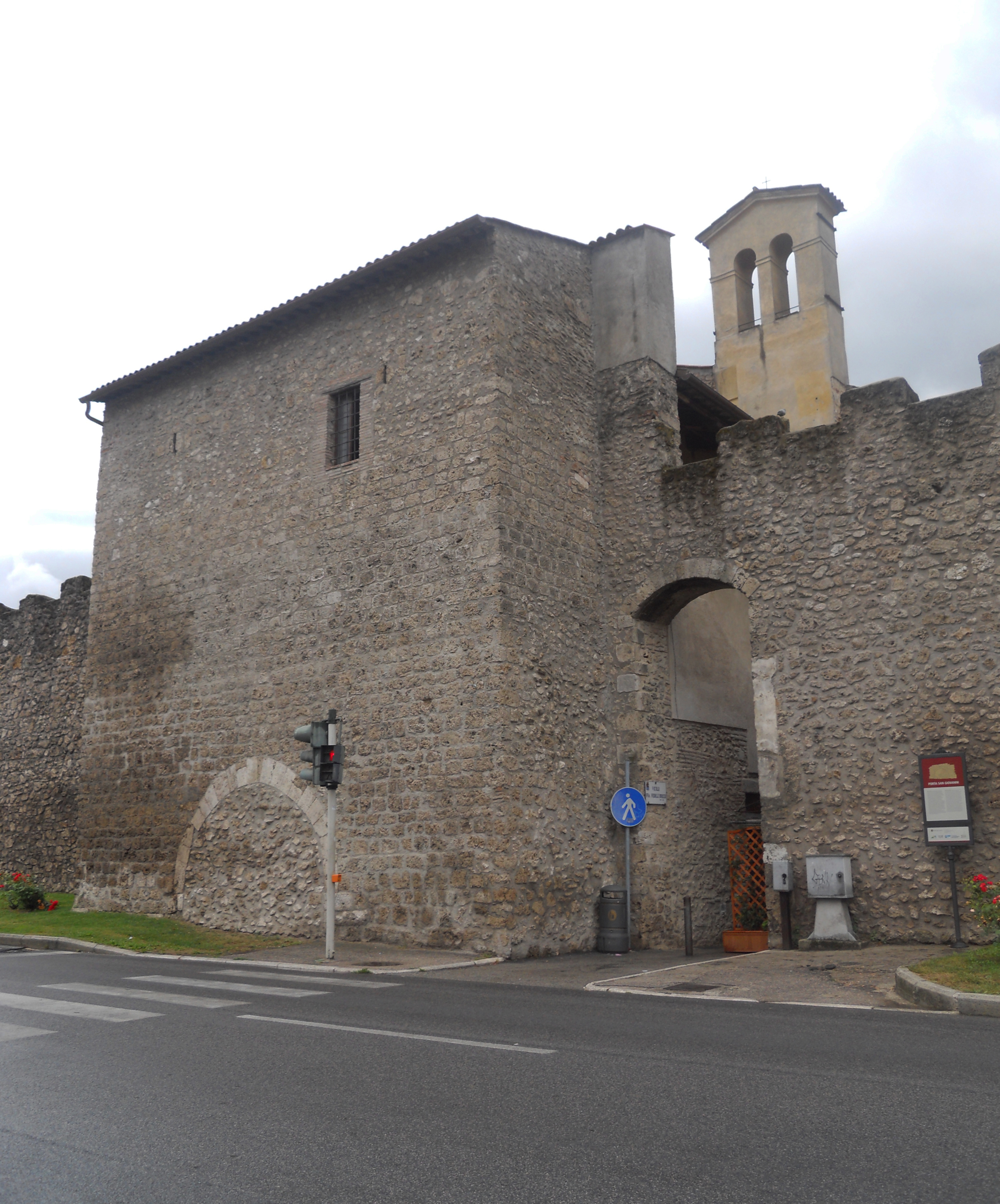
Porta San Giovanni e il campanile di San Liberatore

La prima menzione della chiesa risale al 1285. Intorno al Cinquecento la vicina Porta San Giovanni venne murata, e sul fondo della torre, sul lato interno della cinta muraria, venne dipinta un'immagine di San Giovanni che divenne oggetto di forte devozione perché considerata miracolosa. Attorno a questa immagine venne costruita una cappella, che era sotto la giurisdizione dell'arciprete di San Giovanni in Statua.
Nel 1574 nella cappella si resero necessari dei lavori, a causa di una finestra che minava l'efficacia della cinta muraria, con i quali la cappella fu trasformata in una prima chiesetta, completati prima del 1605. Nel 1608 venne eretta la confraternita di San Liberatore, la quale costruì una nuova chiesa più ampia, addossandola alla primitiva cappella che rimase come sacrestia; dopo altri lavori di ampliamento venne riconsacrata dal vescovo Antonino Serafino Camarda il 15 maggio 1752, come si poteva leggere nell'iscrizione esterna.
La facciata della chiesa è semplice e ha perduto l'iscrizione e le decorazioni che vi erano presenti; nell'ovale che sovrasta il portale si trovava un'immagine della Vergine del pittore Antonino Calcagnadoro. All'interno, nel primo altare a sinistra, si trova il quadro di San Liberatore (1690), opera di tale Paulus Albertenius Consubrinus. Un altro dipinto conservato all'interno rappresenta Mattia apostolo (1710).

## Santa Maria al Corso (Santa Maria della Misericordia)
42.404063°N 12.859999°E

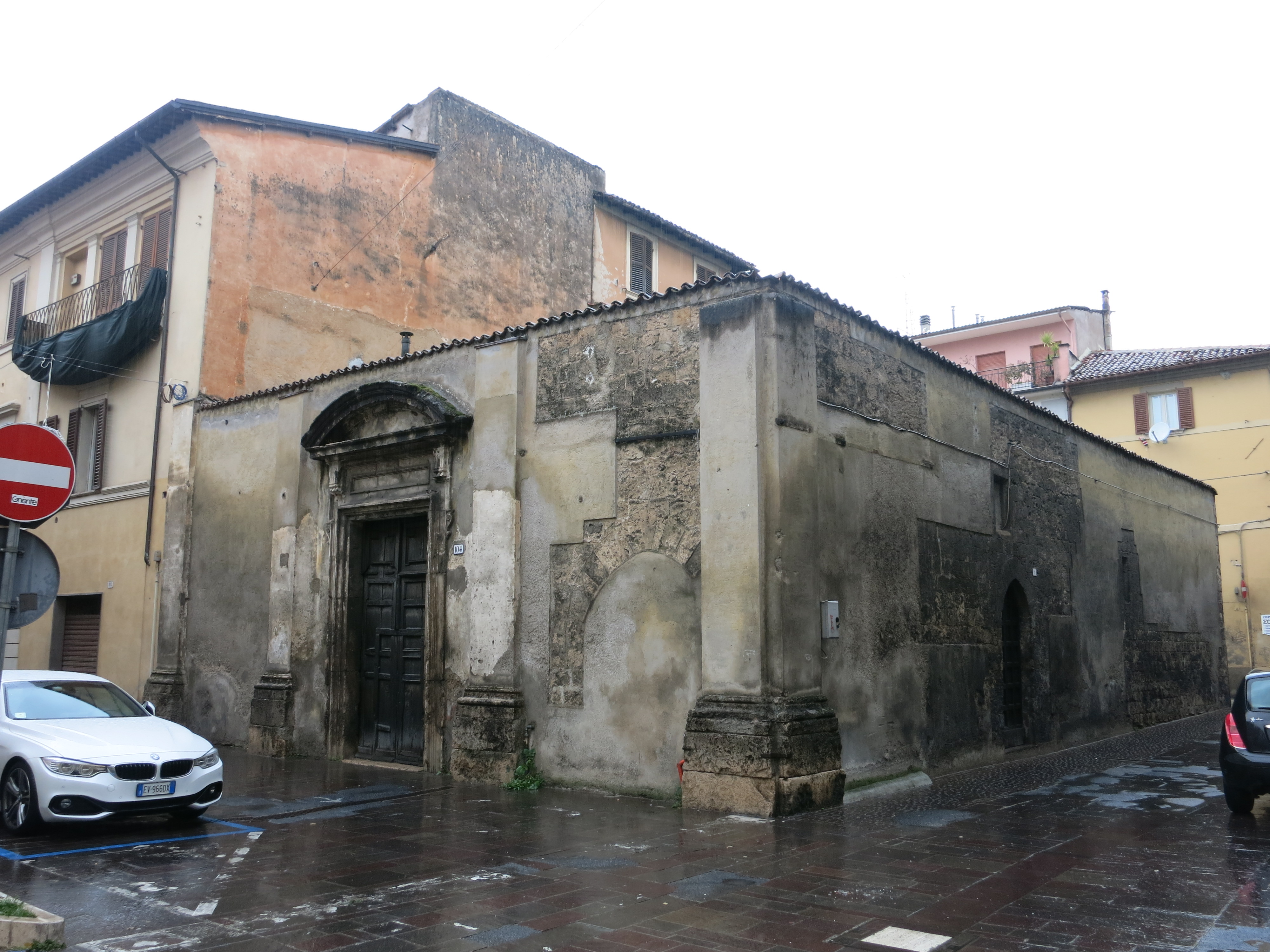
Resti della ex chiesa di Santa Maria al Corso

La ex chiesa di Santa Maria al Corso o Santa Maria della Misericordia si trovava al civico 104 di via Marco Terenzio Varrone, l'antico corso della città duecentesca, all'incrocio con via Pennina (a breve distanza da San Liberatore). La struttura ospitava anche un ospedale associato all'ospedale senese di Santa Maria della Scala. L'edificio venne parzialmente distrutto dal terremoto del 1898, che provocò il crollo della sua parte superiore; da allora è parzialmente diroccata e ne rimane solo il piano terra.

## Madonna del Cuore
42.414926°N 12.856572°E

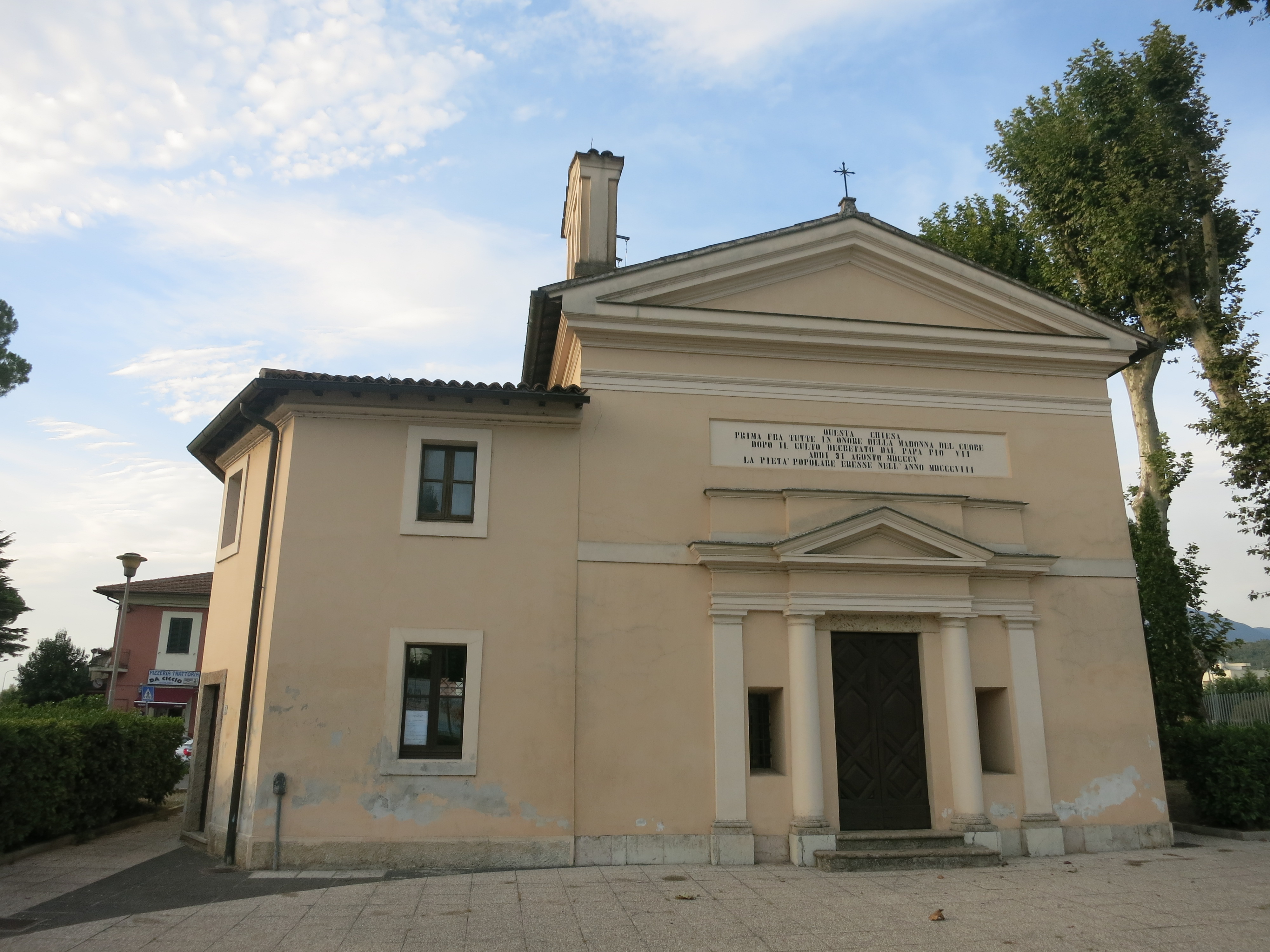
Madonna del Cuore

La chiesa della Madonna del Cuore si trova attualmente al centro della rotatoria Melvin Jones, nella quale confluiscono viale Maraini e via De Juliis, e dà il nome al quartiere che sorge attorno ad essa. La chiesa è in stile neoclassico, con le pareti esterne intonacate ed un campanile a vela; forma un unico edificio con una piccola abitazione, a pianta di segmento circolare e saldata alla sua sinistra, dove un tempo risiedeva un eremita.
Inizialmente nota come Madonna dei Frustrati, la sua prima menzione risale al 1633. Si trattava di una piccola cappella, sorta in un'area allora esterna alla città e completamente agricola, a servizio della comunità rurale che lavorava la terra della Piana Reatina; il suo nome primitivo viene attribuito al fatto che in quel luogo le autorità cittadine sarebbero state solite punire i delinquenti a colpi di frusta.
Grazie al ritrovamento dell'antica immagine sacra della Madonna dei Frustrati, si poterono raccogliere molte elemosine con le quali la cappella fu trasformata in chiesa vera e propria. La ricostruzione iniziò nel 1805 e, come si può leggere nell'iscrizione soprastante il portale d'ingresso, terminò nel 1808; la chiesa venne intitolata al Cuore Immacolato di Maria e fu la prima ad essere dedicata a tale culto, che era stato autorizzato da Papa Pio VII il 31 agosto 1805. Nel 1815 vi si stabilì la confraternita del santissimo cuore di Maria e Sant'Isidoro, composta da contadini locali, che nel 1833 abbellì ulteriormente la chiesa.
La vocazione agricola dell'area cambiò a cavallo tra l'Ottocento ed il Novecento, quando lungo il viale alberato che collegava la chiesa alla Porta Cintia di accesso al centro storico (oggi intitolato a Emilio Maraini) sorsero i primi stabilimenti industriali della città: lo Zuccherificio nel 1873 e la Supertessile nel 1927. Insieme a quest'ultima venne edificato intorno alla chiesa un villaggio operaio, che costituì il primo nucleo dell'odierno quartiere Madonna del Cuore. Tra gli anni sessanta e gli anni ottanta l'area conobbe un notevole sviluppo, con una massiccia espansione edilizia e la nascita del quartiere Micioccoli alla destra della chiesa, trasformandosi in una moderna zona residenziale. Entrambi gli impianti industriali sono ormai chiusi e le rispettive aree industriali attendono la riqualificazione.

## Madonna dell'Orto
42.406097°N 12.865496°E

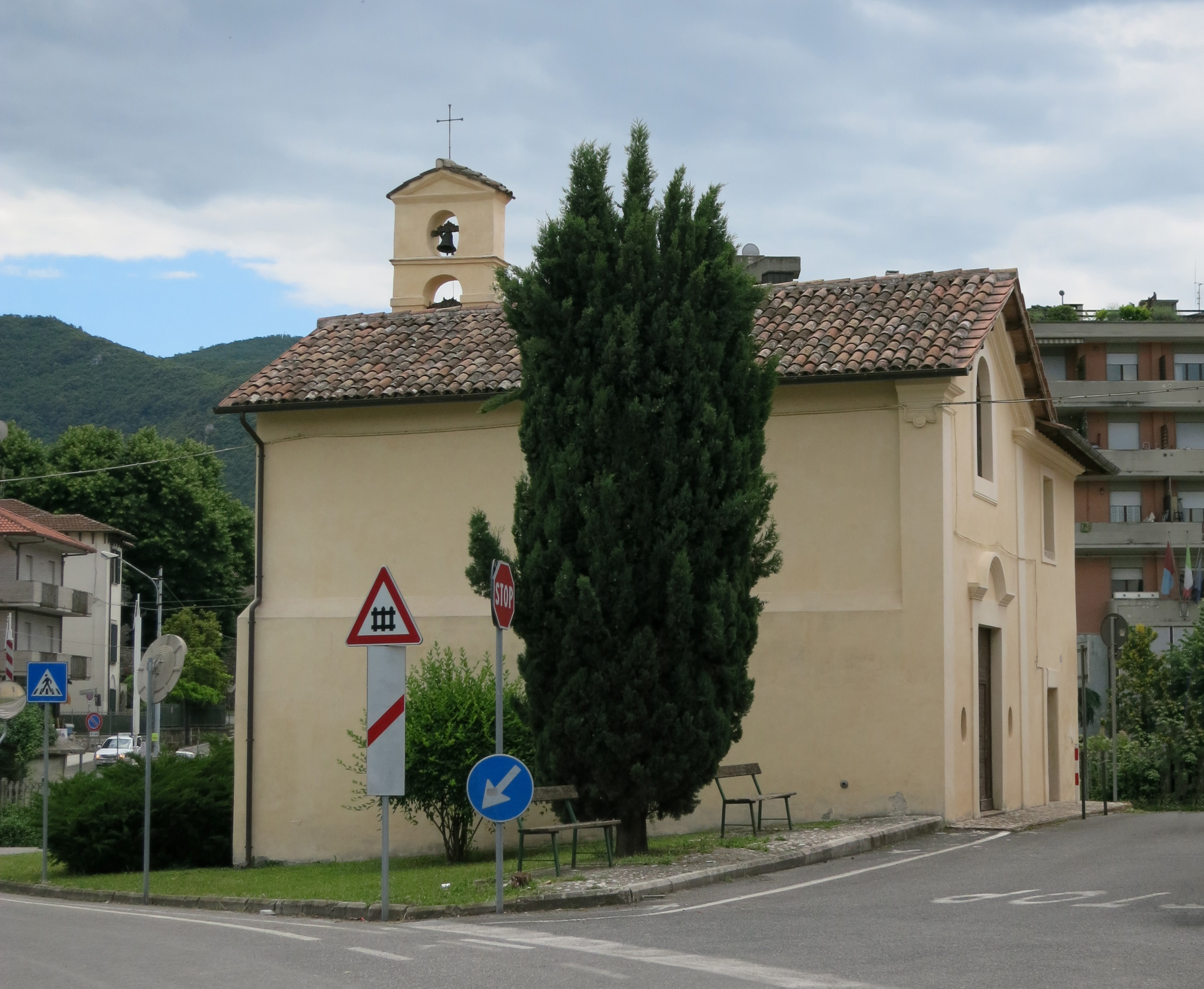
Madonna dell'Orto

La piccola chiesa della Madonna dell'Orto si trova all'incrocio tra via Porrara e via Angelo Maria Ricci, dietro la stazione ferroviaria e non lontano da Porta Conca.
La chiesa sorse nel 1753 lungo la via che da Porta Conca conduce al cimitero (oggi intitolata al letterato Angelo Maria Ricci), in un'area allora completamente agricola, attorno ad un altare molto venerato dai contadini e dagli ortolani della zona. Nell'altare maggiore di questa chiesa fu trasferita l'immagine sacra oggetto della venerazione, e l'edificio fu dotato di una sacrestia e di alcune stanze dove poteva alloggiare un eremita. L'immagine sacra della Madonna fu restaurata nel 1920 dal pittore spagnolo José Nogué Massó durante un suo soggiorno a Rieti.
Nella chiesa si trova una piccola lapide nella quale è ricordato un eremita tedesco ospite della chiesa, in morte del quale il poeta Angelo Maria Ricci dedicò un'elegia (Qui dappresso al Velin finché Dio volse / In rozze lane misero e vetusto / ...).

## Santa Maria di Loreto
La chiesa di Santa Maria di Loreto oggi non è più esistente.

## Madonna del Suffragio
42.405067°N 12.871171°E

La chiesa del Suffragio a fianco di Porta D'Arci in una foto pubblicata nel 1932

La chiesa di Santa Maria del Suffragio (già San Leonardo) si trovava a fianco di Porta d'Arci, sul lato interno della cinta muraria; oggi non è più esistente.
La prima notizia della chiesa di San Leonardo risale al 1159; il suo status fu a lungo contestato (si contendevano la sua giurisdizione la diocesi di Rieti e l'abbazia di Ferentillo). Alla chiesa era annesso un ospedale, che fino al 1547 fu retto da padri agostiniani. Un documento del 1311 ricorda come, in occasione della costruzione della cinta muraria medievale, fu deciso di cingere la chiesa di San Leonardo.
Nei secoli successivi la chiesa cadde in uno stato di abbandono: nel 1560 il vescovo Giovanni Battista Osio riferiva che la chiesa era abbandonata e spoglia, priva della porta, invasa dalle erbacce e con il tetto pericolante. Pertanto pochi anni dopo la chiesa fu unita al Seminario reatino.
La rinascita della chiesa si ebbe con la Confraternita di Santa Maria del Suffragio, che fu fondata nel 1606 per iniziativa del parroco di Sant'Eusanio con il principale scopo di pregare per suffragare l'anima dei defunti, e istituita formalmente nel 1614 dal vescovo Pier Paolo Crescenzi. La confraternita aveva raccolto i fondi per costruire una piccola chiesetta poco fuori Porta d'Arci, che però divenne ben presto insufficiente. Così la confraternita chiese ed ottenne l'uso della chiesa di San Leonardo, e nel 1620 vi fu trasportata l'immagine della Madonna del Suffragio venerata nella chiesetta extra moenia.
Il cattivo stato della chiesa spinse la confraternita a demolire l'edificio e a riedificarlo del tutto, con il nuovo titolo di Santa Maria del Suffragio. I lavori si conclusero nel 1643 e - come si poteva leggere in un'iscrizione - nel 1645 il vescovo Giorgio Bolognetti consacrò la chiesa. La chiesa fu di nuovo restaurata nel 1707 e dotata di un organo, opera di Cesare Catarinozzi di Affile.

L'esterno di Porta D'Arci prima delle demolizioni degli anni Sessanta

Con l'incameramento delle confraternite avvenuto nell'Ottocento, la chiesa cadde in disuso e iniziò ad essere ufficiata solo raramente, per poi essere sconsacrata nel secondo dopoguerra.
Nel 1953 la giunta comunale di Lionello Matteucci deliberò un progetto volto a facilitare il traffico automobilistico nella zona di Porta d'Arci, che prevedeva la demolizione totale delle mura medievali e della chiesa. In seguito all'opposizione della soprintendenza il progetto fu rivisto con il mantenimento delle mura medievali, aprendovi però tre fornici dove far scorrere il traffico. Fu Giulio De Iuliis a portare a compimento il progetto: la chiesa fu acquistata dal Comune nel 1961 e demolita nel 1964. Il largo ricavato con la demolizione della chiesa, oggi adibito a parcheggio di automobili, è intitolato alla Chiesa del Suffragio.
All'interno della chiesa, sull'altare maggiore, si trovava protetta da un vetro l'immagine sacra della Madonna del Suffragio proveniente dalla chiesetta extra moenia della confraternita. Sull'altare sinistro, dedicato a San Gregorio, si trovava un dipinto del pittore piemontese Giovanni Battista Benaschi e una piccola immagine della Madonna della vittoria donata dai padri Cappuccini. In quello destro, altare gentilizio della famiglia Angelotti, si trovava la tela di Antonio Gherardi San Leonardo che visita un carcerato (1698), dal 1945 al Museo civico di Rieti.

## San Mauro
42.401671°N 12.876039°E
La chiesa di San Mauro sorge sul colle omonimo, a oriente del centro storico e a breve distanza da Porta d'Arci.
Secondo la tradizione ai piedi di questo colle, sul finire del II secolo, sarebbe stato martirizzato San Marone; in ricordo di questo avvenimento sulla cima del colle venne costruito un santuario a lui dedicato. Il santuario di San Marone è nominato per la prima volta in occasione della sua cessione da Papa Anastasio IV al vescovo di Rieti Dodone.
La chiesa attualmente visibile fu eretta nel Cinquecento: infatti nell'agosto del 1534 il consiglio comunale di Rieti aveva deciso la costruzione di un convento dove ospitare i frati Cappuccini, che già da tempo risiedevano a Rieti. Scelta la collocazione su Colle San Mauro, il progetto fu redatto da due degli stessi frati, e la costruzione durò dal 1578 al 1585. Il vescovo Giulio Cesare Segni consacrò la nuova chiesa il 23 novembre 1586, che venne intitolata ai santi Marone e Bonaventura. Ancora oggi il convento è abitato dai Cappuccini.

## San Michele Arcangelo
42.399257°N 12.862808°E

La chiesa di San Michele Arcangelo prima della distruzione nel bombardamento del 6 giugno 1944

La chiesa di San Michele Arcangelo si trova in piazza Cavour ed è la principale chiesa del quartiere Borgo.
La chiesa ha origini antichissime: la sua prima notizia risale all'anno 739. In un atto del 780 la sua posizione viene descritta come «inter duo flumina, ad pontem fractum, ante civitatem reatinam»; il "ponte rotto" doveva trovarsi dove ora si trova il nuovo ponte pedonale tra piazza Cavour e piazza San Francesco.
Nel marzo del 777 il duca di Spoleto Ildebrando, in visita a Rieti, decise che la chiesa sarebbe appartenuta al ducato e non alla diocesi; nel giugno del 780 venne ceduta all'abbazia di Farfa. Nel 1631 il vescovo di Rieti Pier Paolo Crescenzi e l'abate commendatario di Farfa cardinale Francesco Barberini convennero di usare il fiume Velino come linea di separazione tra la giurisdizione reatina da quella farfense (che avrebbe controllato così tutto il borgo). Nel 1818 il vescovo di Rieti chiese al papa l'unione del borgo alla diocesi, ma questa fu ottenuta solo nel maggio 1827.

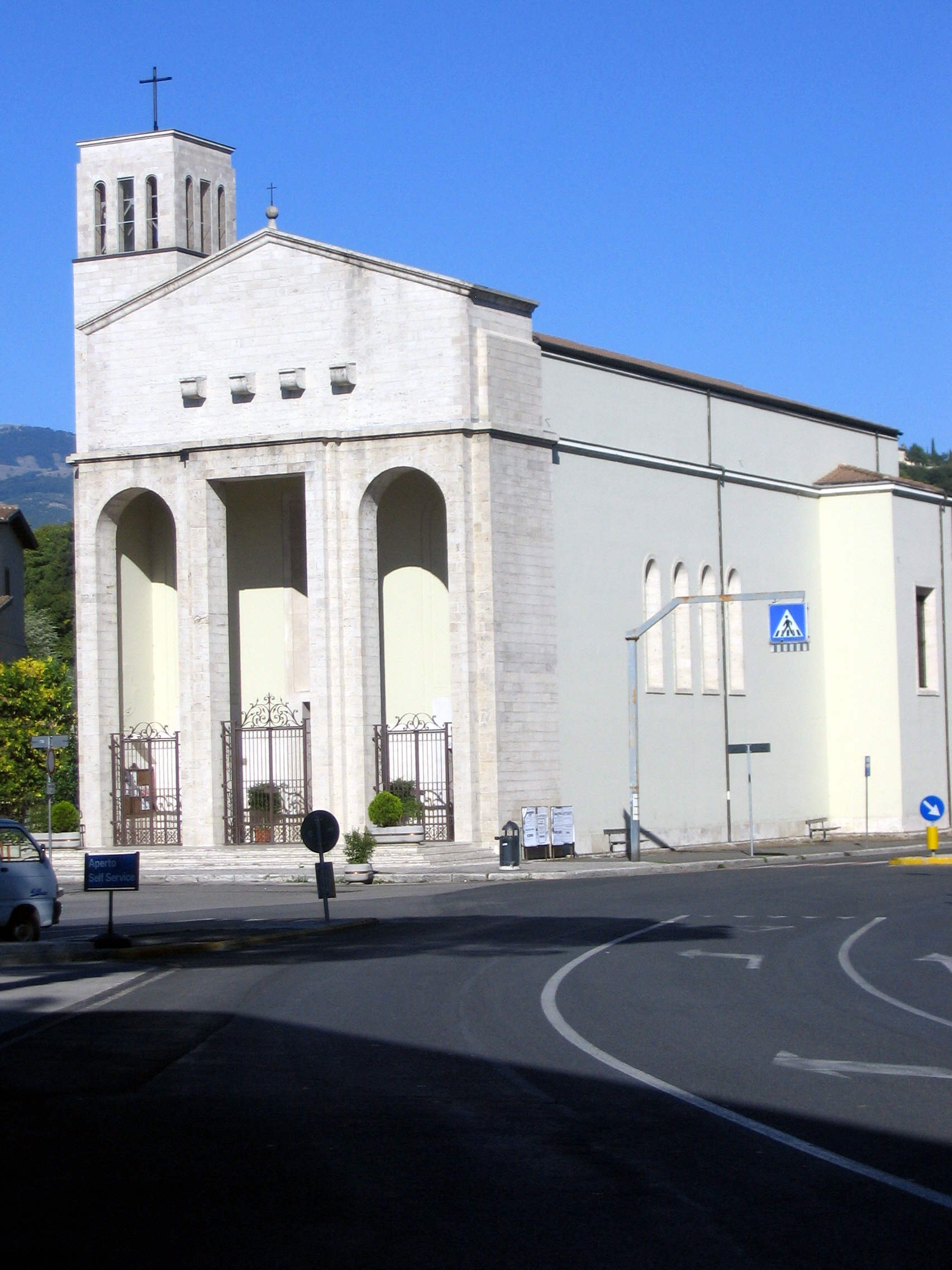
La chiesa di San Michele Arcangelo ricostruita nel dopoguerra

Nel 1556-57, in occasione della guerra tra Paolo IV e il viceré di Napoli, si diede incarico di fortificare la città di Rieti e in questa occasione la chiesa fu demolita insieme a buona parte del borgo, in quanto collocato esternamente alla protezione naturale del fiume Velino. Nel 1574 però la chiesa era già stata quasi del tutto ricostruita.
Nel 1756 la chiesa fu rifatta nell'aspetto con cui si presentava ancora ad inizio Novecento. Nel bombardamento del 6 giugno 1944, che rase praticamente al suolo il quartiere Borgo, la chiesa andò distrutta. Negli anni cinquanta fu ricostruita in stile razionalista come si presenta attualmente.
Prima del bombardamento, nella chiesa si trovava un quadro rappresentante il beato Leonardo da Porto Maurizio, dipinto dal vero nel 1742 in occasione di una visita a Rieti del beato e la tela della Vergine del santo amore, copia di un dipinto realizzato da Sebastiano Conca appositamente per essere donato al beato Leonardo. Nella chiesa si trovava inoltre un bassorilievo raffigurante San Michele, dell'XI secolo.
L'attuale campanile contiene tre campane di elevato valore storico. La campana maggiore è opera del fonditore Gaspare Aquilano e risale al 1569; la seconda e la terza campana risalgono entrambe al 1253 e sono state realizzate dal fonditore Obertino

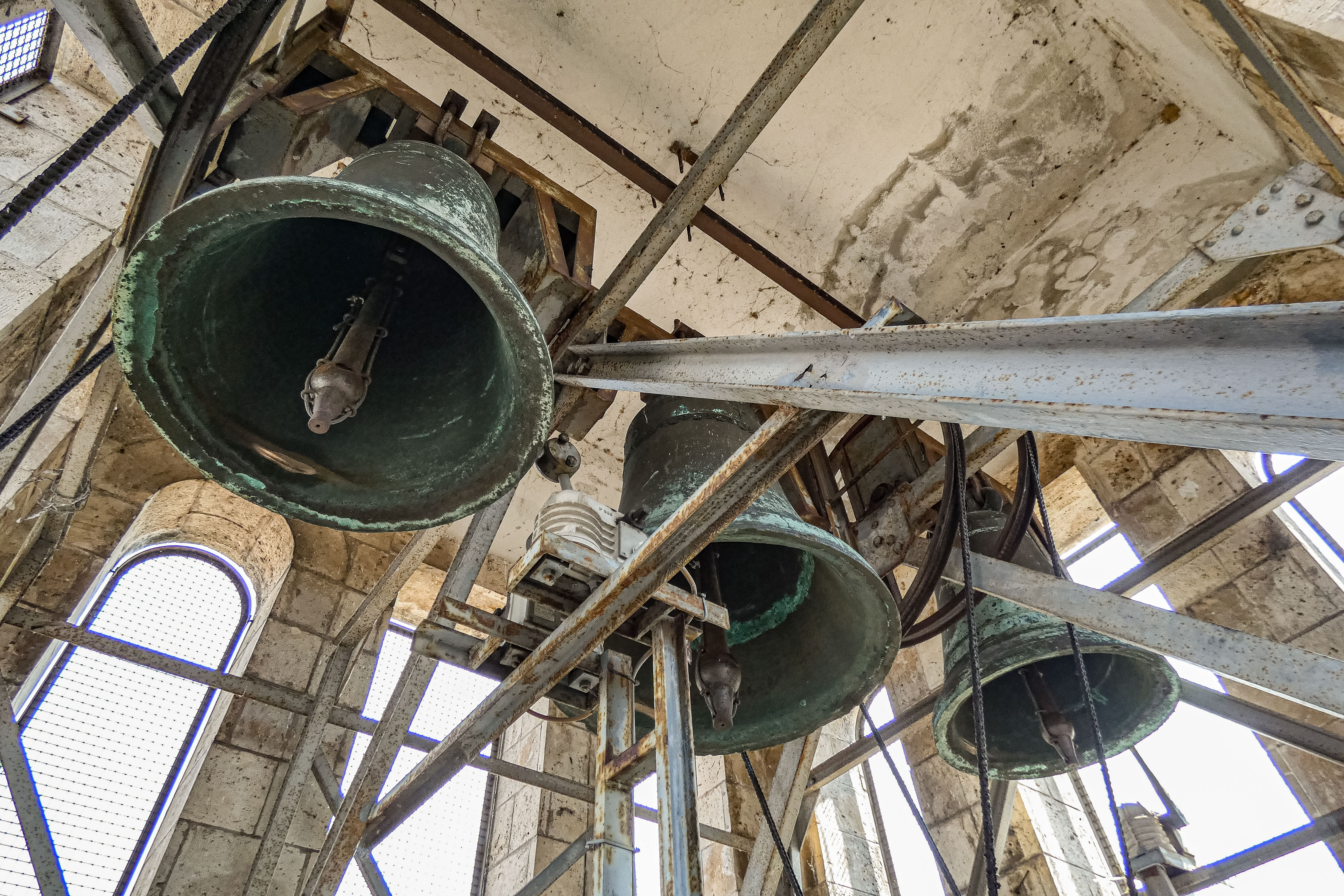
La cella campanaria

| campana                                                        | fonditore        | anno di fusione | materiale | massa stimata | nota nominale |
| -------------------------------------------------------------- | ---------------- | --------------- | --------- | ------------- | ------------- |
| 1                                                              | Gaspare Aquilano | 1569            | bronzo    | 410 kg        | Si3 -4        |
| 2                                                              | Obertino         | 1253            | bronzo    | 260 kg        | Re♯4 -3       |
| 3                                                              | Obertino         | 1253            | bronzo    | 195 kg        | Fa♯4 -8       |
| analisi tonale: La3 = 440 Hz; 1/16° di semitono, 1/32° di tono |                  |                 |           |               |               |

## San Nicola
42.400082°N 12.857961°E

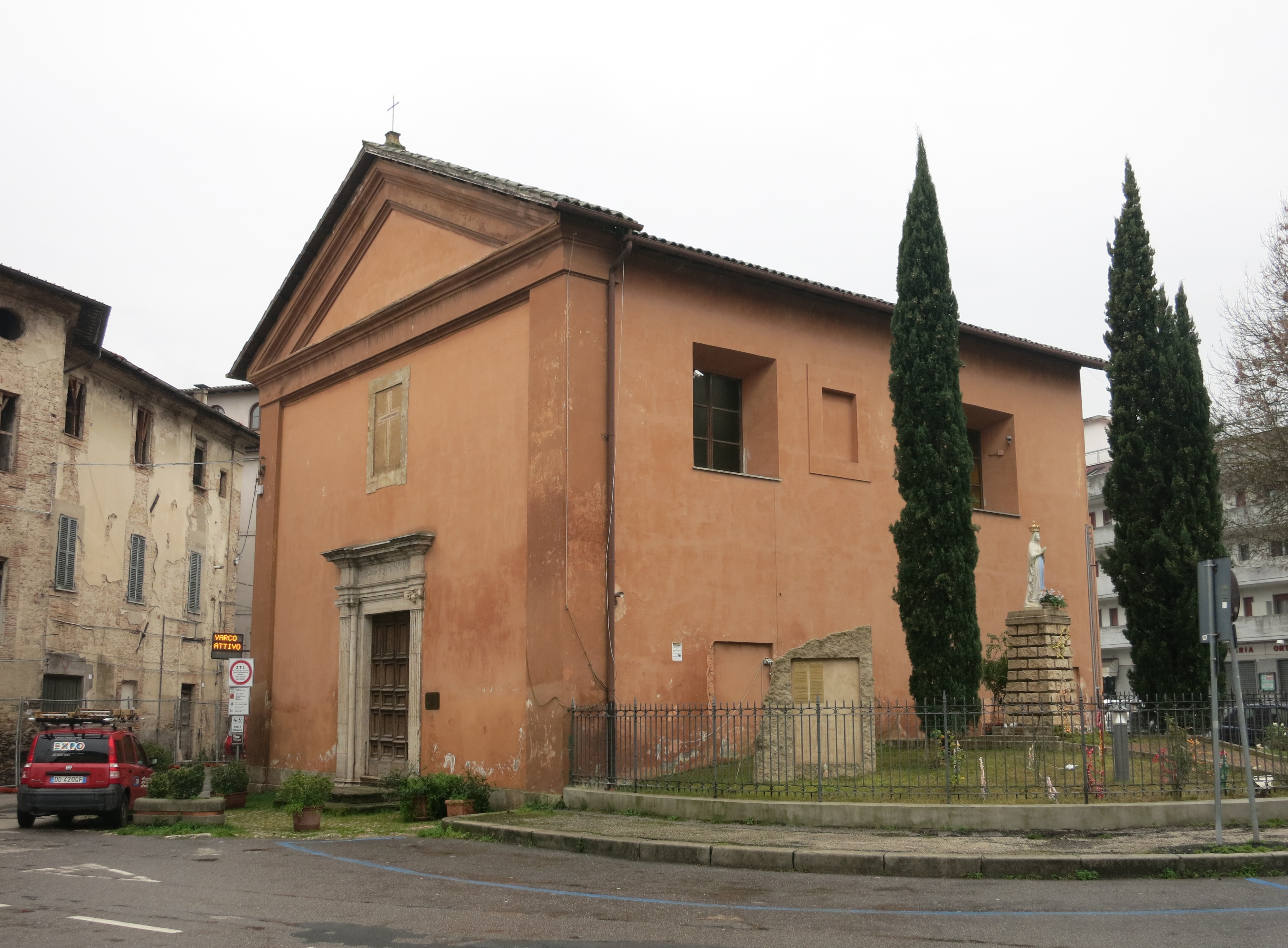
San Nicola

La chiesa di San Nicola si trova all'inizio di via della Verdura, a margine di piazza Vittorio Bachelet.
La chiesa di San Nicola è molto antica: secondo il Colasanti sarebbe già esistita nell'anno 920, ma per il Palmegiani questa ipotesi è poco verosimile, essendosi diffuso in Italia il culto di San Nicola solo dopo la traslazione a Bari delle sue spoglie, nel 1087. Ad ogni modo la costruzione della chiesa è sicuramente antecedente al 1153. La località dove sorgeva la chiesa era detta inizialmente Acupencus; il nome di via della Verdura risale al Trecento mentre nel Quattrocento la zona viene detta anche delle Valli.
La collocazione della chiesa nella parte bassa della città faceva sì che venisse spesso danneggiata delle inondazioni del fiume Velino. Nell'ultimo ventennio del Cinquecento il pavimento venne innalzato per limitare i danni. Prima del 1711 la chiesa venne restaurata; in quell'anno vi si trovavano tre altari (il maggiore dedicato a San Nicola, il sinistro a Sant'Anna, il destro alla Madonna della Neve). Tuttavia, nuovamente danneggiata da una piena, nel luglio 1751 il vescovo Antonino Serafino Camarda fu costretto ad abbandonare la chiesa, che venne venduta alle monache di Santa Lucia, trasferendo la parrocchia nella chiesa della Madonna del Pianto. Quest'ultima, che è l'edificio attualmente visibile e che ha preso il nome di San Nicola, era stata innalzata nel 1522 e dedicata a Maria serbatrice (protettrice) del mondo, come si può leggere nell'iscrizione sul portale.
All'esterno la chiesa è molto semplice, con le pareti intonacate; l'elemento di maggior rilievo artistico è il portale in marmo, mentre tra questo e il timpano si trova una croce su cui è inscritto il motto «In hoc signo vinces». Sul fianco sinistro la chiesa è saldata ad un'abitazione, che costituisce l'inizio di via della Verdura, nella quale è incorporato il piccolo campanile a vela. In questo edificio si apre un piccolo arco, che oggi costituisce un passaggio pedonale tra via della Verdura e il parcheggio sul retro della chiesa, ma un tempo costituiva uno degli accessi alla città dall'esterno: infatti al posto del parcheggio si trovava un ramo del fiume Velino oggi prosciugato, la "cavatella di Fiume dei Nobili" (che insieme alla cinta muraria fungeva da difesa naturale dell'abitato), che in quel punto veniva superato per mezzo del ponte di Santa Lucia. L'edificio a sinistra della chiesa viene ricordato anche per il fatto di essere stato, all'epoca della Repubblica Romana del 1849, l'abitazione della giornalista e patriota americana Margaret Fuller Ossoli e del marito Giovanni Angelo Ossoli, tanto che il largo antistante l'edificio le è stato dedicato.
All'interno della chiesa, nell'altare maggiore si trova un dipinto rappresentante L'addolorata. Il Palmegiani riporta che, nascosto dietro questa tela, si trova un dipinto del XV secolo della Vergine, considerato miracoloso.

## Chiesa dell'Ospizio Cerroni - Vincenti Mareri
42.404329°N 12.868385°E

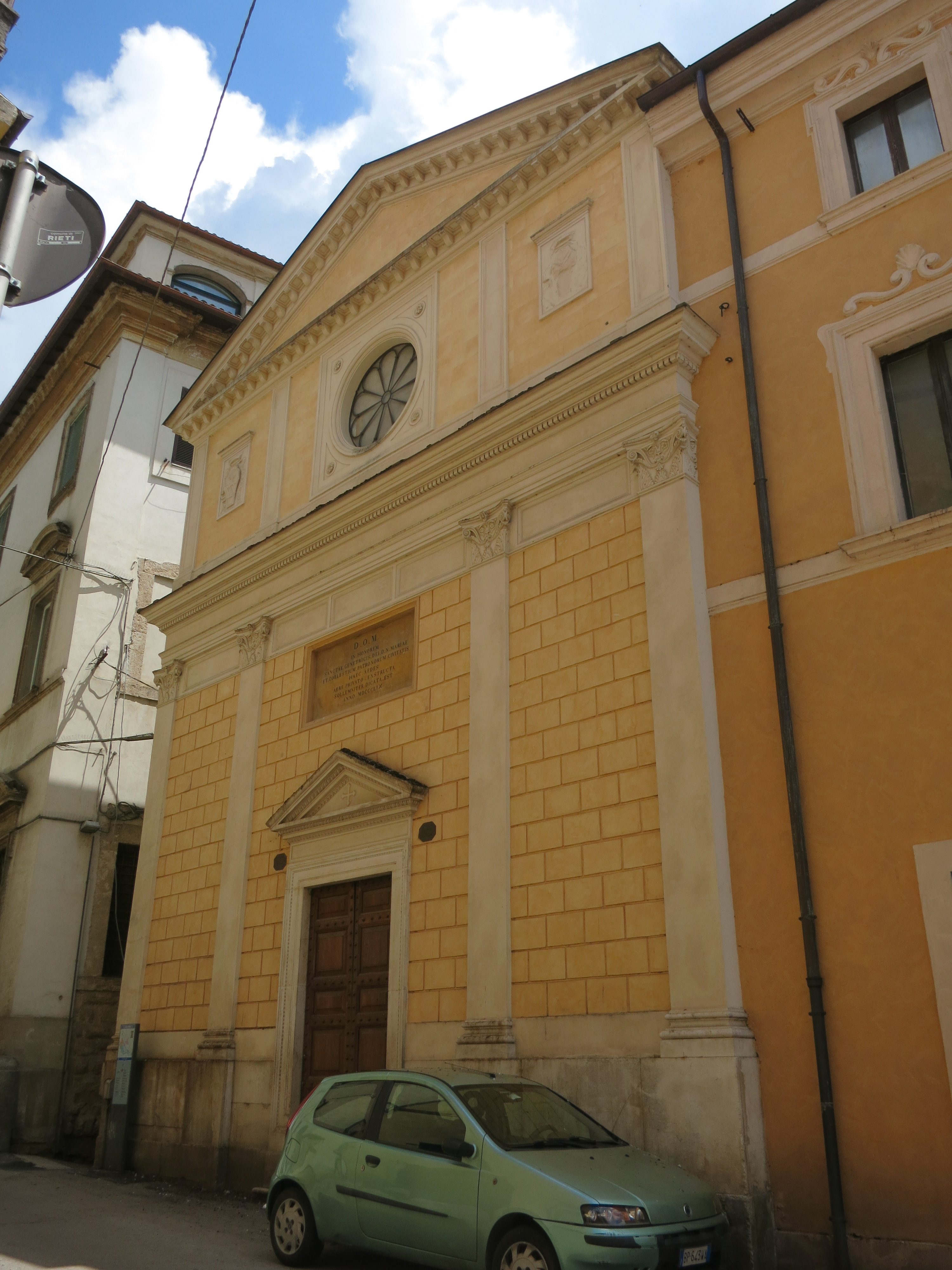
La chiesa dell'Ospizio Cerroni

Si trova in via Garibaldi, all'altezza del civico 95 e in corrispondenza di un vicolo che porta in via dei Pozzi. Alla sua destra si trova l'edificio dell'Ospizio Cerroni - Vincenti Mareri, a servizio del quale fu costruita, mentre di fronte si trova il monastero di San Fabiano.
All'interno della chiesa si trova un quadro che rappresenta la Madonna del Popolo, Santa Barbara e i santi comprotettori della città, opera del pittore romano Giovanni Tognoli.
La chiesa fu eretta nel 1856 dal capomastro Pietro Maffei di Rieti su progetto dell'architetto Cleomene Luigi Petrini di Camerino. Il terreno dove sorge la chiesa apparteneva alla marchesa Lucrezia Vincentini, che lo cedette dietro la promessa di celebrare ogni giorno una messa in suo suffragio. Come riporta l'iscrizione sulla facciata, nel 1859 fu dedicata a Santa Maria e ai celesti patroni della città.

## San Paolo
42.403537°N 12.862831°E

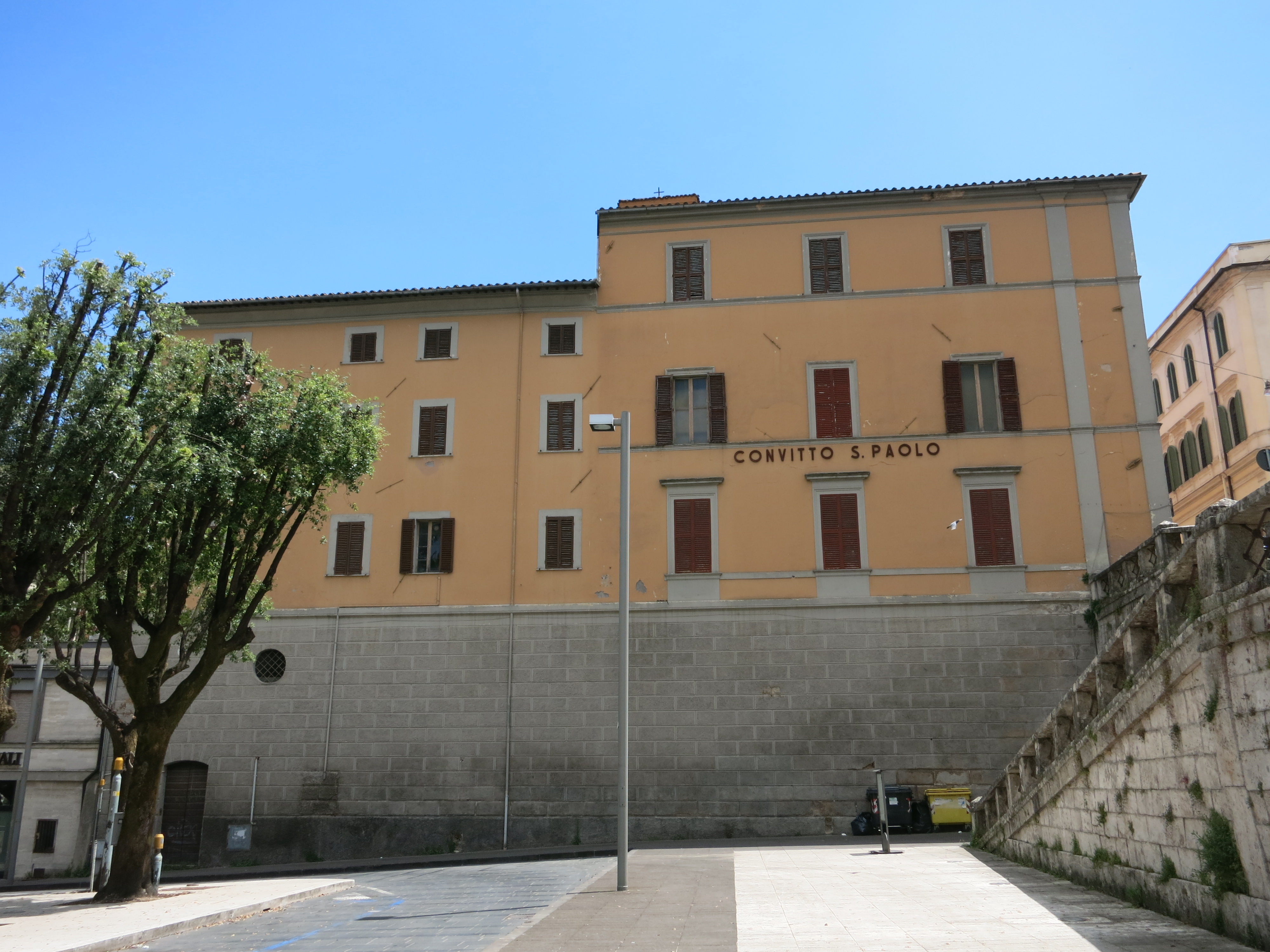
Il complesso di San Paolo visto da piazza Oberdan. A destra, la rampa del "pincetto" con cui si sale su via Centurioni.

La chiesa di San Paolo, a cui è annesso l'omonimo convitto (fino agli anni Novanta del XX secolo sede di una scuola paritaria materna ed elementare delle suore Maestre pie Venerini), occupa il lato est di piazza Oberdan ma ha l'ingresso in via Centurioni, dietro il teatro Flavio Vespasiano.
La prima notizia di questa chiesa risale al 1225, quando nei suoi pressi risultava essere presente una porta della cinta muraria, che doveva trovarsi dove oggi si trova la rampa del "pincetto", bloccando l'accesso a via Centurioni da piazza Oberdan (all'epoca detta piazza del Leone).

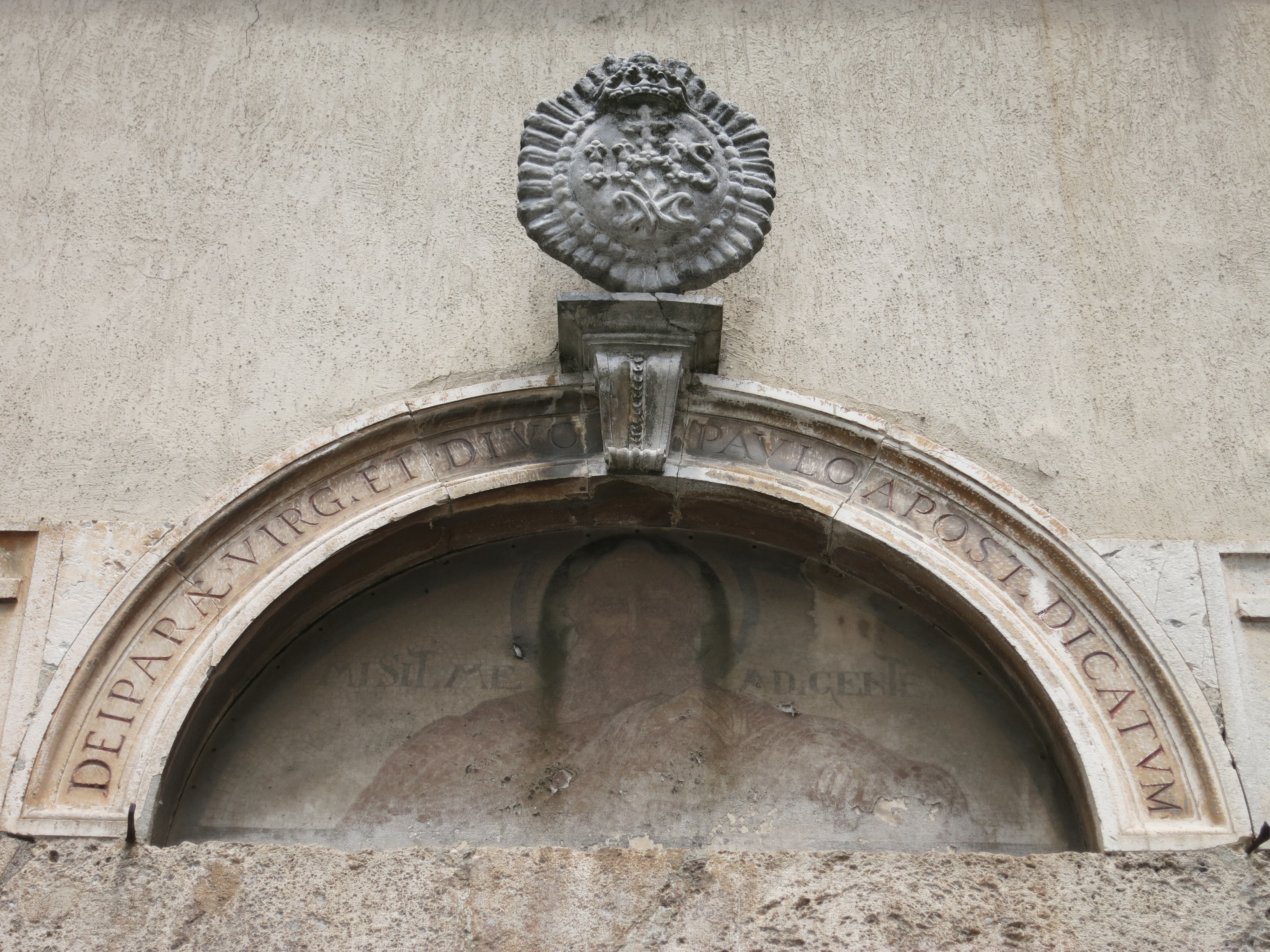
Lunetta sopra il portale d'ingresso di San Paolo

La chiesa era sede di una parrocchia, che nel 1574 fu deciso di accorpare a quella di San Giovenale; l'accorpamento avvenne infine nel 1601.
Sin dal 1575 nella chiesa erano presenti i Maestri della Dottrina Cristiana, dei chierici che tenevano una scuola pubblica provvedendo all'istruzione religiosa dei bambini. Alla soppressione dell'ordine, questi ultimi nel 1745 intrapresero delle trattative con le Maestre pie Venerini, già da tempo presenti in città; così nel 1747 si costituirono le maestre pie di San Paolo, alle quali furono cedute la chiesa e tutti i beni annessi, che continuarono a svolgervi l'attività educativa. Le monache avrebbero voluto fare della chiesa un oratorio privato, ma su protesta di tutta la città venne lasciata aperta al pubblico.
Nel 1766, aumentato il numero delle alunne e divenuto insufficiente il convento esistente, venne incaricato il signor Bernasconi di costruire un convitto nuovo e più ampio. In tale occasione la chiesa fu abbellita; la famiglia Canali vi eresse l'altare a San Luigi Gonzaga e la famiglia Antonioli un altro altare.
Nel 1824 l'istituto ricevette un sussidio dal Comune di Rieti. L'istituto delle Maestre pie Venerini ha continuato l'azione educativa fino alla fine del XX secolo; chiuso il convitto e poi la scuola paritaria, vi hanno mantenuto per qualche anno la presenza di una comunità di suore anziane, per poi concludere la loro presenza nel complesso (trasferendosi nell'altra comunità della congregazione presente in città, al quartiere di Regina Pacis) che è stato venduto a privati.

## Chiesa della Trinità
La chiesa della Trinità oggi non è più esistente.